# パオロ・ヴェロネーゼ
パオロ・ヴェロネーゼ（伊: Paolo Veronese、1528年 - 1588年4月19日）は、ルネサンス期のヴェネツィアで活動したイタリア人画家。『カナの婚礼』、『レヴィ家の饗宴』などの作品で知られる。パオロ・カリアーリ (Paolo Cagliari, Paolo Caliari ) と呼ばれることもあるが、出身地のヴェローナから「ヴェロネーゼ」として知られるようになった。
ヴェロネーゼはティツィアーノとティントレットと並んで、ルネサンス後期のヴェネツィアを代表する画家であると評価されている。非常に優れた色彩感覚の持ち主で、フレスコ、油彩ともに幻想的な色使いの装飾的絵画作品で知られている。ヴェロネーゼのもっとも有名な作品は劇的で色彩に満ちたマニエリスム様式で描かれた精緻かつ物語性豊かな連作絵画群で、壮重な建築物と壮麗な画面構成が特徴である。ヴェネツィアとヴェローナの修道院の食堂をモデルとした、聖書に書かれた饗宴のエピソードを題材とした大規模な絵画群はとくに重要な作品となっている。異端審問におけるヴェロネーゼの言葉は、当時の芸術に対する識見として引用されることも多い。

## 生涯と作品

### 若年期

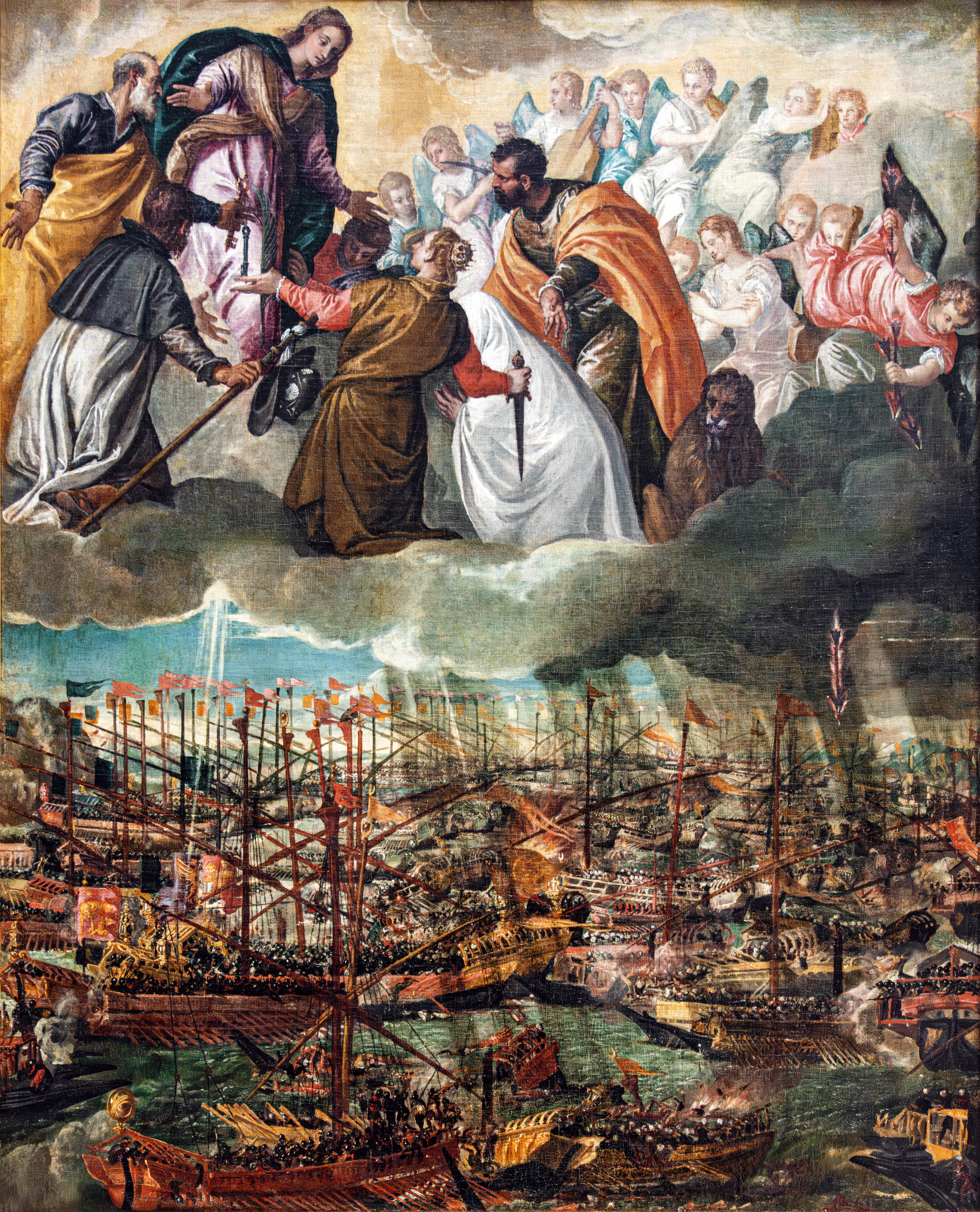
『レパントの海戦の寓意』（1572年頃）
アカデミア美術館（ヴェネツィア）

当時のヴェローナの国勢調査記録から、ヴェロネーゼが1528年にガブリエーレという名前の石工とその妻カテリナの息子として生まれたことが分かっている。14歳のころまでにヴェローナの画家アントニオ・バディーレ (en:Antonio Badile) のもとへ、おそらくジョヴァンニ・フランチェスコ・カロート (en:Giovanni Francesco Caroto) とともに弟子入りしている。バディーレが1543年に描いた祭壇画には、当時のヴェロネーゼの手によると思われる印象的な小路が描かれている。早熟なヴェロネーゼの才能はバディーレの工房の水準を超えており、1544年の時点でバディーレから学ぶものはなくなった。ヴェロネーゼは、当時パルマで主流だったマニエリスム様式の絵画教育を受けたが、たちまちのうちに輝くような色彩に満ちた独自作風を身につけた。

### ヴェネツィア

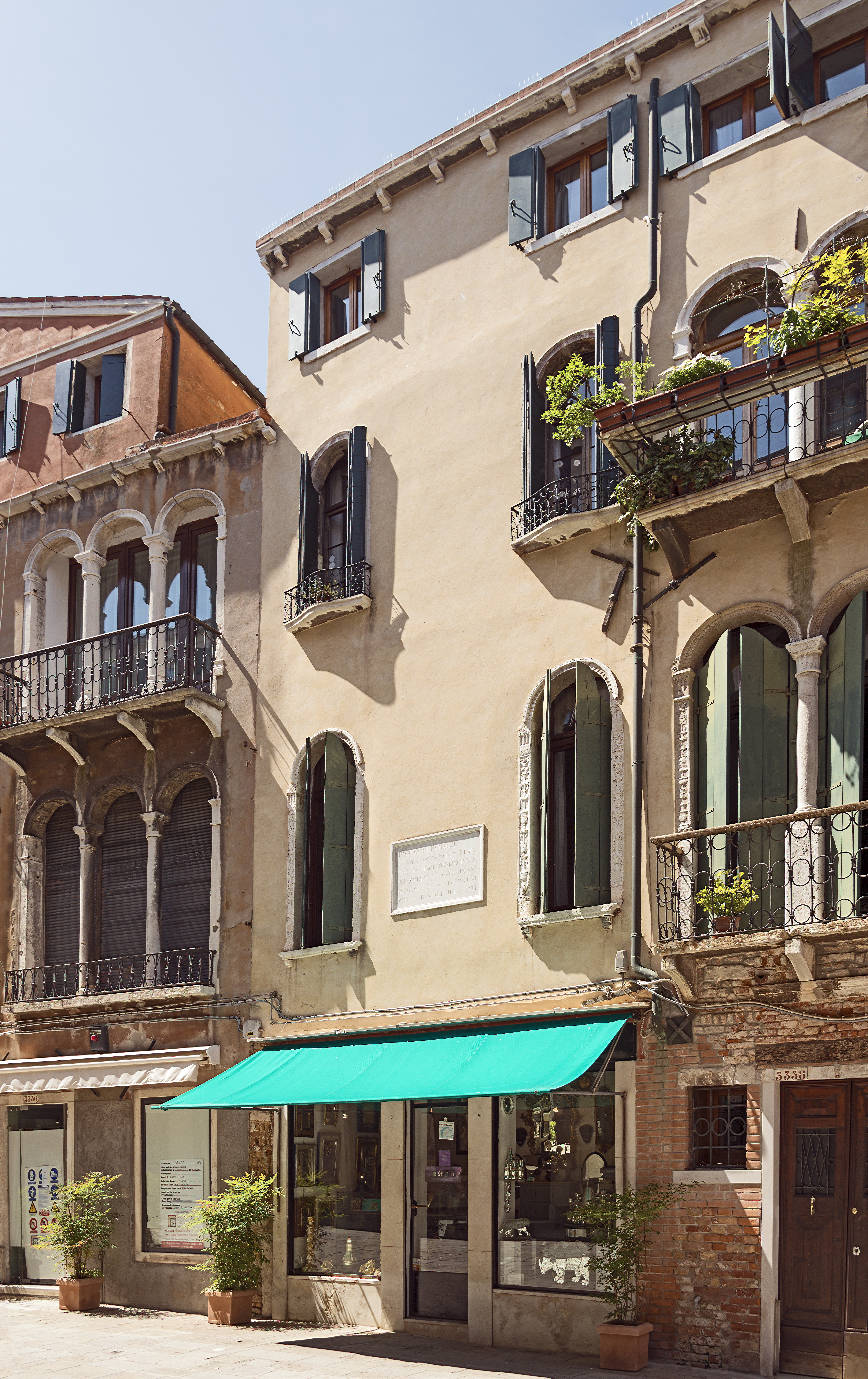
ヴェネツィアのヴェロネーゼの家。

ヴェロネーゼは1553年にヴェネツィアへと移住しているが、1548年にマントヴァに短期滞在し、当地のドゥオーモでフレスコ画を制作している。ヴェネツィアで受けた最初の絵画制作依頼は、サン・フランチェスコ・デッラ・ヴィーニャ教会 (en:San Francesco della Vigna) からの『聖会話』だった。1553年にはヴェネツィア政府から庁舎の「十人委員会の間 (Sala dei Cosiglio dei Dieci)」のフレスコ装飾を公式に依頼された。その後、サン・セバスティアーノ教会 (en:San Sebastiano, Venice) の天井画『エステルの生涯』を描いている。このサン・セバスティアーノ教会の天井画と、ドゥカーレ宮殿、マルキアナ図書館（聖マルコ国立図書館、(en:Biblioteca Marciana)）にそれぞれ描いた天井画によって、ヴェロネーゼは当時のヴェネツィア絵画界の巨匠という名声を確立した。これらの作品には、コレッジョの人体表現におけるデフォルメと、ミケランジェロの雄雄しい人体描写からの影響がわずかに見られる。

### 『カナの婚礼』

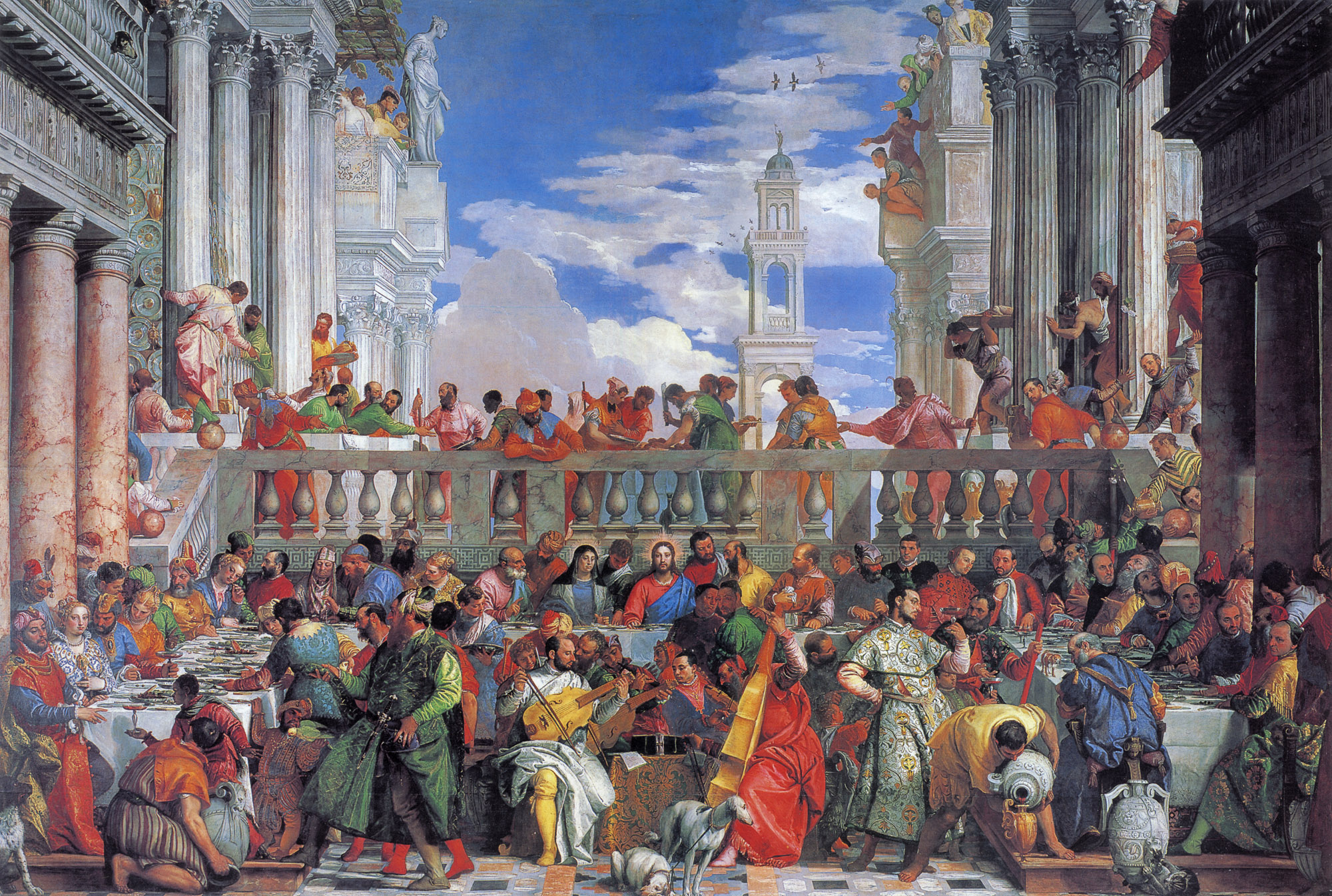
『カナの婚礼』（1562年 - 1563年）
ルーヴル美術館（パリ）

『カナの婚礼』はバルバロ邸と同じくアンドレーア・パッラーディオとの共作となった作品で、『新約聖書』の『ヨハネ福音書』2章1-11節に記述されている、ガリラヤのカナで催された婚宴に招待されたキリストが水をワインに変えたとする、キリストが起こす最初の奇跡のエピソードが描れている。1562年にヴェネツィアのサン・マルク島サン・ジョルジョ・マッジョーレ修道院のベネディクト会修道僧から依頼を受けて制作された。このときの制作契約条件として、66平方メートルの壁を覆う巨大な絵画とすることがうたわれており、使用する顔料の品質と種類も最上級のものが求められている。例えば青色の顔料には天然鉱物であるラピスラズリを使用した、非常に高価なウルトラマリンを使用することなどが契約書に指定されていた。さらに契約書には、可能な限り多くの人物像を描くことも盛り込まれている。『カナの婚礼』は、15か月かけて1563年に完成し、その後235年間サン・ジョルジョ・マッジョーレ修道院の食堂に飾られていた。しかしながら、1797年のナポレオン・ボナパルト率いるフランス軍のイタリア侵攻時に修道院から略奪された。輸送するにはあまりに大きな絵画だったために2枚に裁断され、パリに持ち込まれた後に元通りに修復されている。
ナポレオン失脚後に結ばれた講和条約でフランスからイタリアへ返還された略奪美術品もあったが、『カナの婚礼』はフランスが返還を拒否した。その代償としてシャルル・ルブランの絵画がヴェネツィアへと送られ、現在もこの作品はアカデミア美術館に所蔵されている。『カナの婚礼』は普仏戦争時には箱詰めされてフランス西部のブレストへと疎開していたほか、第二次世界大戦時には巻き上げられた状態でトラックに積まれてフランス各地を転々としている。

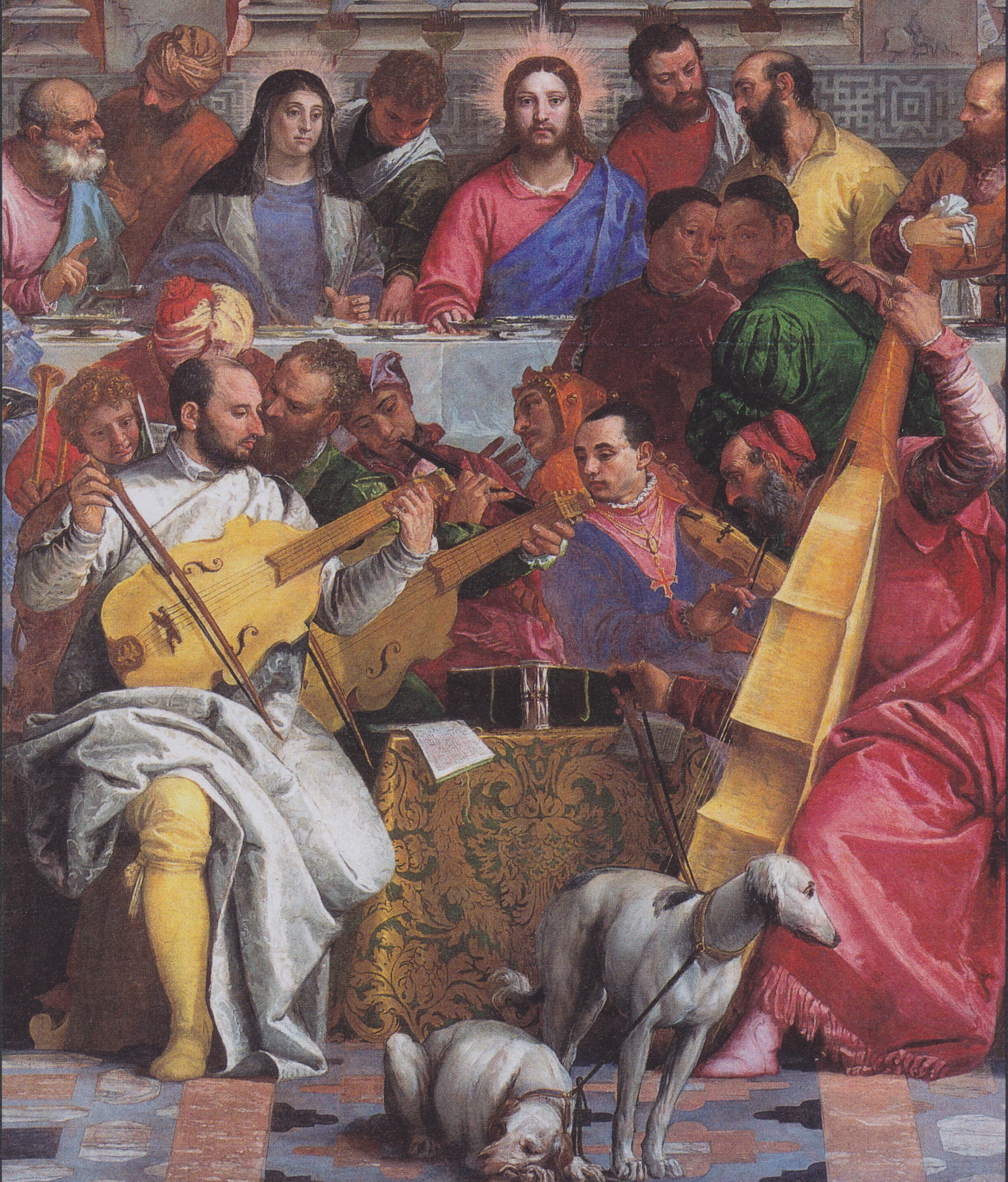
白い服の人物はヴェロネーゼの自画像、赤い服の人物はティツィアーノ、ヴェロネーゼの肩越しに顔を覗かせているのはティントレットとされる。

1989年にルーヴル美術館が100万ドルの費用をかけて、システィーナ礼拝堂天井画の修復に比肩するような『カナの婚礼』の修復計画を開始した。これに対し、歴史的美術品の擁護者を自認する芸術家の集団が異議を唱え、再検討を要求していた。そして1992年6月にルーヴル美術館は『カナの婚礼』の修復途中に、2つの異なる要因によって作品に損傷を与えてしまったと不面目にも公表することを余儀なくされた。空気弁から吹き出した水がキャンバスに飛び散ったことと、その二日後に総重量1.5トンに及ぶ『カナの婚礼』を壁の高い位置に掛けようとしたときに誤って床にたたきつけてしまったことである。このとき修復用に使用されていた金属枠が『カナの婚礼』に五カ所、最長4フィートの裂け目を生じさせた。建物が描かれている部分と背景部分が損傷を受けたが、人物が描かれた箇所には影響がなかった。噂が広まるまで、これらの事故についてルーヴル美術館は一カ月の間公表しなかったため大きな批判を受けている。
画面には当時最新の事物と古典的な事物の両方が描きこまれている。建物は古典的なグレコローマン様式で、低い手すりに囲まれた中庭にはドーリア式とコリント式の柱が建ち、遠景にはアーチが付いた空想的な尖塔が描かれている。前面中央で楽器を奏でる人物のうち、
白のチュニックを着てヴィオラ・ダ・ガンバを手にしているのはヴェロネーゼの自画像、その向かい側の赤い服の人物はティツィアーノ、さらにヴェロネーゼの背後にはティントレットが描かれているといわれている。その他、フランス王フランソワ1世、フランス王妃レオノール・デ・アウストリア、イングランド女王メアリー1世、オスマン帝国皇帝スレイマン1世、オスマン帝国大宰相ソコルル・メフメト・パシャ、ペスカーラ侯爵夫人ヴィットリア・コロンナ、神聖ローマ皇帝カール5世、ヴェネツィア共和国外交官マルカントニオ・バルバロ (en:Marcantonio Barbaro)、イタリア貴族ジュリア・ゴンザーガ (en:Giulia Gonzaga)、枢機卿レジナルド・ポールら、当時の貴顕が描かれているとされている。
画面中央には背光とともにキリストと聖母マリアの姿が見える。その背後のバルコニーには肉を解体する人物が描かれており、美術史家からは解体されているのは羊で、キリストの真上の人物が刃物を振り上げていることとともに、将来キリストが神の子羊として処刑されることの象徴だとされている。『カナの婚礼』には宗教的象徴が描かれているために、正式な饗宴儀礼が無視されており、客人であるはずのキリスト、マリア、使徒が中央の席を占め、新郎新婦は画面左横の隅に追いやられている。

### 『レヴィ家の饗宴』

『レヴィ家の饗宴』（1573年）
アカデミア美術館（ヴェネツィア）
16世紀の絵画作品で最も大きな絵画の一つ。ローマ・カトリックの宗教改革における美術品迫害のきっかけなった。

ヴェロネーゼは1573年にヴェネツィアのサンティ・ジョヴァンニ・エ・パオロ教会の食堂の壁画『レヴィ家の饗宴』として知られる作品を描いた。この食堂に飾られていたティツィアーノがキャンヴァスに油彩で描いた絵画が火災で焼失してしまったため、ヴェロネーゼが依頼を受け、もともとは『最後の晩餐』として描き始めたものである。ヴェネツィア風の祝宴を表現した、縦5m超、横12m超という非常に大きな絵画で、ヴェロネーゼの食事の光景を描いた作品群の中でも最高傑作とされている作品である。十二使徒が集う「最後の晩餐」の情景だけではなく、ドイツ軍人、小人の道化、様々な動物など、ヴェロネーゼが作品に物語性を持たせるために多用した異国風のモチーフがともに描かれている。ヴェロネーゼの特徴である輝くような色使いとともに、豊かな物語性、感情表現、非常に繊細かつ深い意味合いを持たせて描かれている人物間の身振りなどに優れた描写が見られる作品となっている。
前述したように、『レヴィ家の饗宴』はもともと「最後の晩餐」を主題として描かれていた。10年前の作品『カナの婚礼』の場合、依頼主のベネディクト会修道僧は、作品に可能な限りの人物を描くことを望んだ。しかしながら『レヴィ家の饗宴』では、聖書のエピソードの「最後の晩餐」を贅沢な衣装を着たヴェネツィアの貴族階級の祝宴のように描いた上に、本来の聖書のエピソードとは無関係な「道化、酔っぱらったドイツ人、小人などの下品な」モチーフを用いたことが不信心ではないかとしてローマ・カトリック教会の対抗宗教改革で問題視され、1573年7月にヴェロネーゼは異端審問会に召還を受けた。この審問自体は懲罰ではなく警告を主としたもので、3カ月以内に作品を描き直すように命じられたが、ヴェロネーゼは「我々画家は、詩人あるいは狂人と同じく、心に思ったことを自由に表現する権利を持っている」と言い放ち、作品を描き直すのではなく単に作品の題名を「最後の晩餐」から『レヴィ家の饗宴』に変更するだけで、この異端審問会を切り抜けたのである。
『レヴィ家の饗宴』は様々な議論を巻き起こした作品である。1960年代にもモンティ・パイソンが、ミケランジェロがカンガルー、28人の弟子、3人のキリストを『最後の晩餐』に描いたために、ローマ教皇に召喚されるというコメディを披露した。このコメディにはヴェロネーゼがあっけらかんと『最後の晩餐』を『最後から二番目の晩餐』に題名を変更して問題を解決しようとするというオチがついている。

### その他の作品

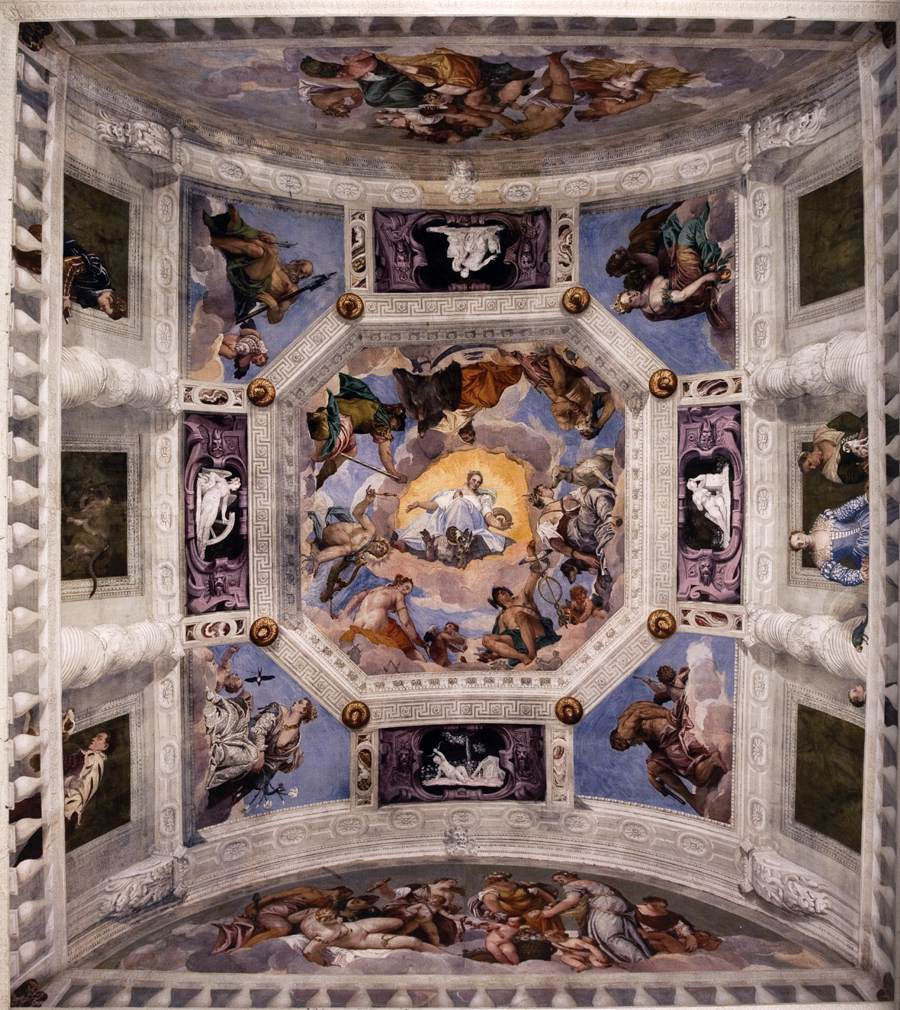
バルバロ邸天井画。

1556年ごろにヴェロネーゼは、祝宴の子を描いた最初の大規模な作品『シモン家の饗宴』の制作依頼を受け、1570年に完成させている。しかしながら、構成が散漫であり作品の焦点がはっきりしていないことから、この壁画はそれほど重要視されてはいない。1550年代の終わりに、ヴェロネーゼが手がけていたサン・セバスティアーノ教会の天井画制作に割り込む形で、マゼールに建築家アンドレーア・パッラーディオが設計した、新築のバルバロ邸（ヴィッラ・バルバロ）の室内装飾依頼を受けた。このとき描かれた一連のフレスコ壁画はキリスト教的精神に溢れた日常生活を主題とする独創的なもので、依頼主のバルバロ家の人々も壁画に登場人物として描かれており、天井部分にはギリシア・ローマ神話の登場人物が描かれている。遠近法と騙し絵（トロンプ・ルイユ）の手法が採用された複雑な構成で、きらめくように鮮やかな彩色とあいまって視覚化された詩とも言われている。バルバロ邸における建築家と芸術家の共作は成功したといえる。

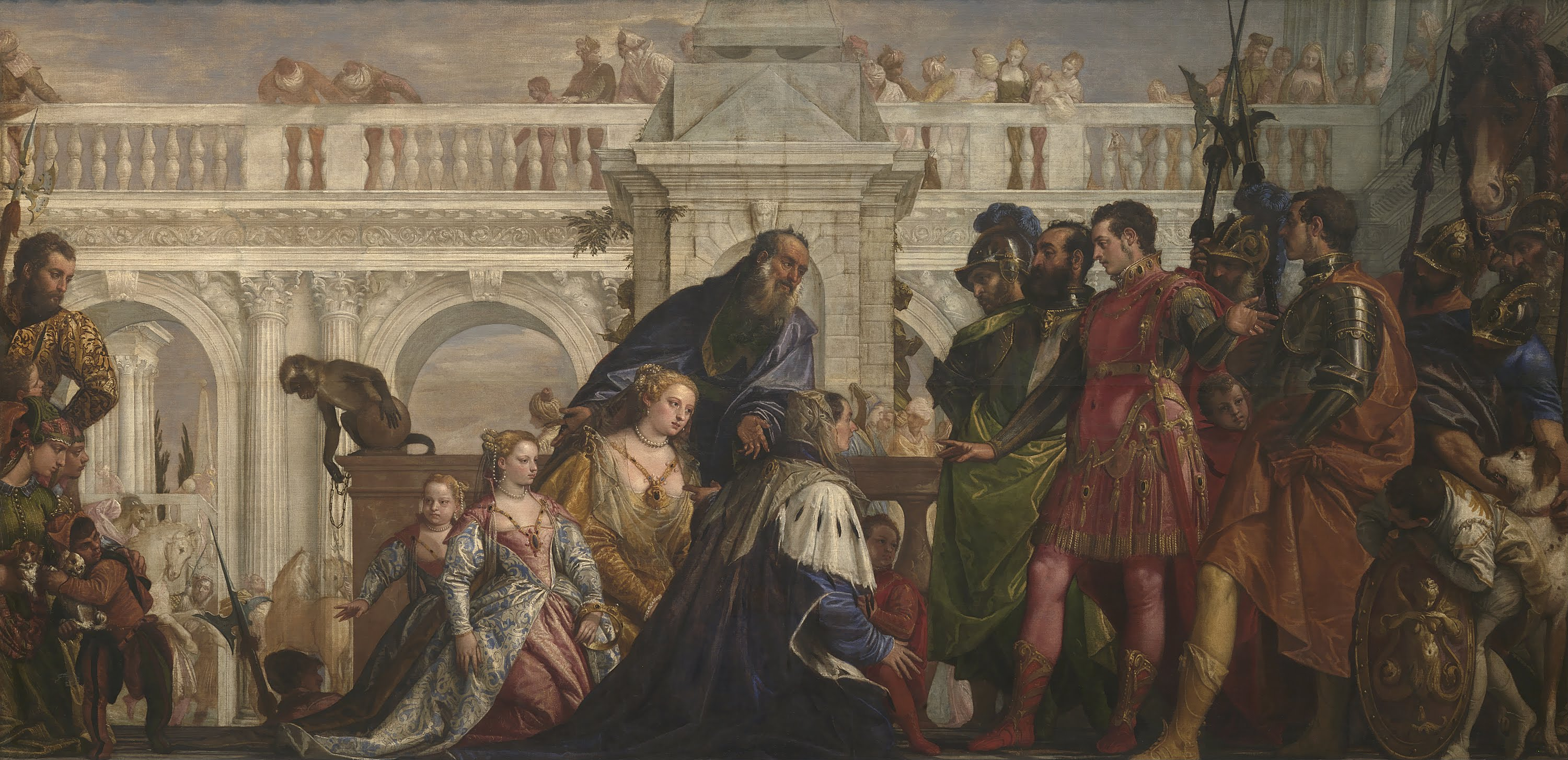
『アレクサンドロス大王の前に出たダレイオスの家族』（1565年 - 1570年）
ナショナル・ギャラリー（ロンドン）

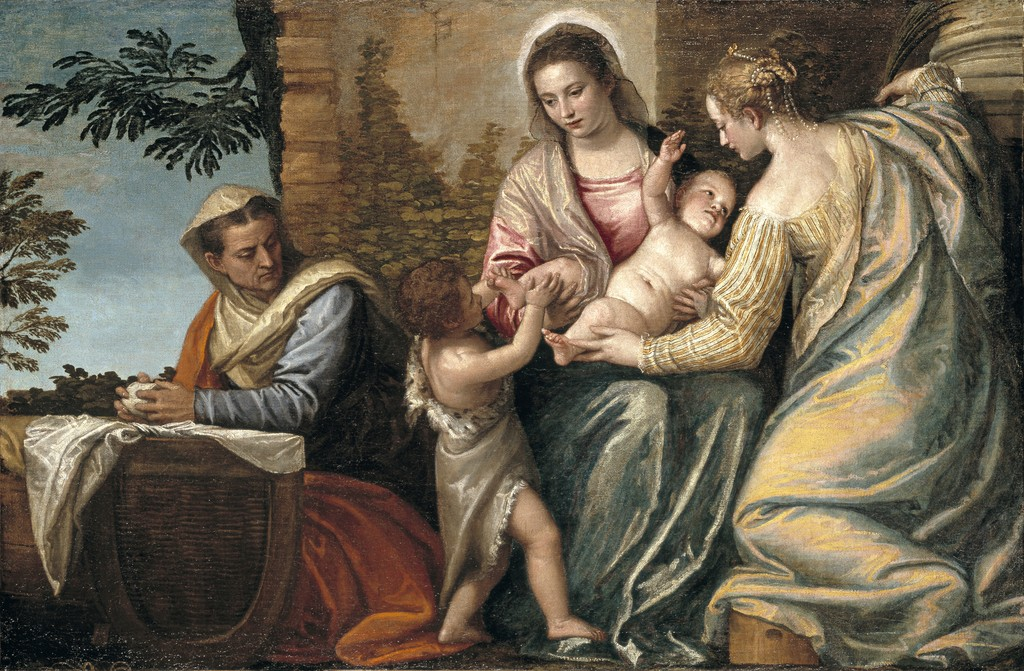
『エリサベト、幼児洗礼者ヨハネ、聖ユスティナと聖母子』（1565年 - 1570年）
ティムケン美術館（サンディエゴ）

ヴェロネーゼは食事の情景を描いた作品と同様に『アレクサンドロス大王の前に出たダレイオスの家族』（1565年 - 1570年）の画面構成でも建物を画面とほぼ平行に描いており、この手法には列を成すように配された人物たちを強調する効果がある。居間や礼拝堂といった場所に飾る絵画の場合、過度に透視図法を用いて描かれた作品ではなく、物語性を持つ鮮やかな多色使いで描かれた作品のほうがより相応しいということを、室内装飾に関する天与の才を持っていたヴェロネーゼは十分に理解していた。人物像は画面水平にごく落ち着いたポーズで描写されており、そこからは感情表現を見取ることはほとんどできない。人物像に感じられる豊かな感情表現は、光の描写と鮮やかな色彩からきているのである。このような明るい表現描写は、ヴェロネーゼの充実した私生活を反映したものである。ヴェロネーゼは1565年ごろに最初の師匠であるアントニオ・バディーレの娘エレーナと結婚しており、二人の間には四人の子供が生まれている。
『アレクサンドロス大王の前に出たダレイオスの家族』と同じく結婚当時に描かれた作品に『エリサベト、幼児洗礼者ヨハネ、聖ユスティナと聖母子』（1565年 - 1570年、ティムケン美術館がある。パドヴァとヴェネツィアの守護聖人である聖ユスティナ (en:Justina of Padua) が聖母マリアの向かって右側に、幼児キリストが画面中央に描かれている。およそ100年前のルネサンス初期に描かれた絵画と比べると、キリストとヨハネはより写実的に幼く表現されており、このくらいの年齢の幼児であれば母親にばかり目が行くのが普通だが、キリストは傍らのユスティナに向かって手を伸ばしている。マリアの従姉妹でヨハネの母エリザベトは画面左側に描かれている。繊細なバランス構成で聖家族を描いた絵画で、使用されている絵の具の暖色寒色比率も優れた作品となっている。

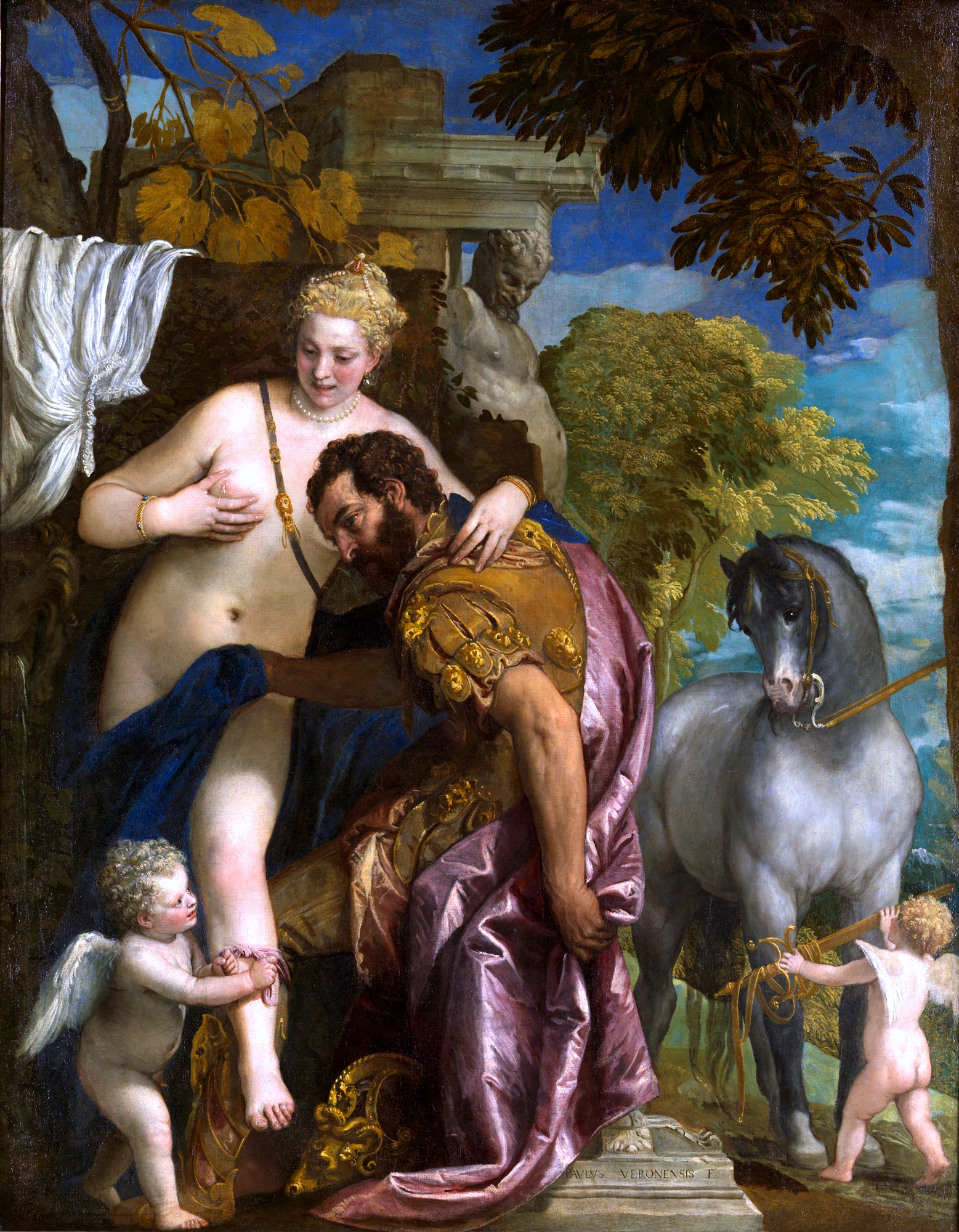
『キューピッドによって結ばれるマルスとヴィーナス』（1570年代）
メトロポリタン美術館（ニューヨーク）

天井画や壁画以外に、ヴェロネーゼの作品には『聖ニコラウスの聖別』（1561年 - 1562年）のような祭壇画、『キューピッドによって結ばれるマルスとヴィーナス』（1578年）のような神話画、『美しきナーニ』（1555年）のような肖像画などがある。さらにペン、インク、水彩など複数の素材で描かれた多くのスケッチ、チョークを用いた人物習作などが世界各地に現存している。ヴェロネーゼは存命時から美術愛好家たちに最高の画家の一人だと見なされていた。
ヴェロネーゼは自身の一族で構成されていた工房を経営していた。この工房に従事していた弟のベネデット、息子のカルロ (en:Carlo Caliari)とガブリエーレ (en:Gabriele Caliari) は、1588年にヴェロネーゼが死去した後も活躍した画家である。親族以外のヴェロネーゼの弟子で著名な画家としては、ジョヴァンニ・バッティスタ・ゼロッティ (en:Giovanni Battista Zelotti)、ジョヴァンニ・アントーニオ・ファゾーロ (en:Giovanni Antonio Fasolo)、アンゼルモ・カネーリ、ルイージ・ベンファット (en:Luigi Benfatto) らが挙げられる。

## 評価
バロック期のイタリア人画家、伝記作家カルロ・リドルフィ は、1648年に『レヴィ家の饗宴』について「抑制された歓喜、荘重な美しさ、陽気な笑い声」と評している。
また、20世紀のイギリス人芸術家、著述家、キュレータのローレンス・ゴウィング (en:Lawrence Gowing) は次のように述べている。

## ギャラリー

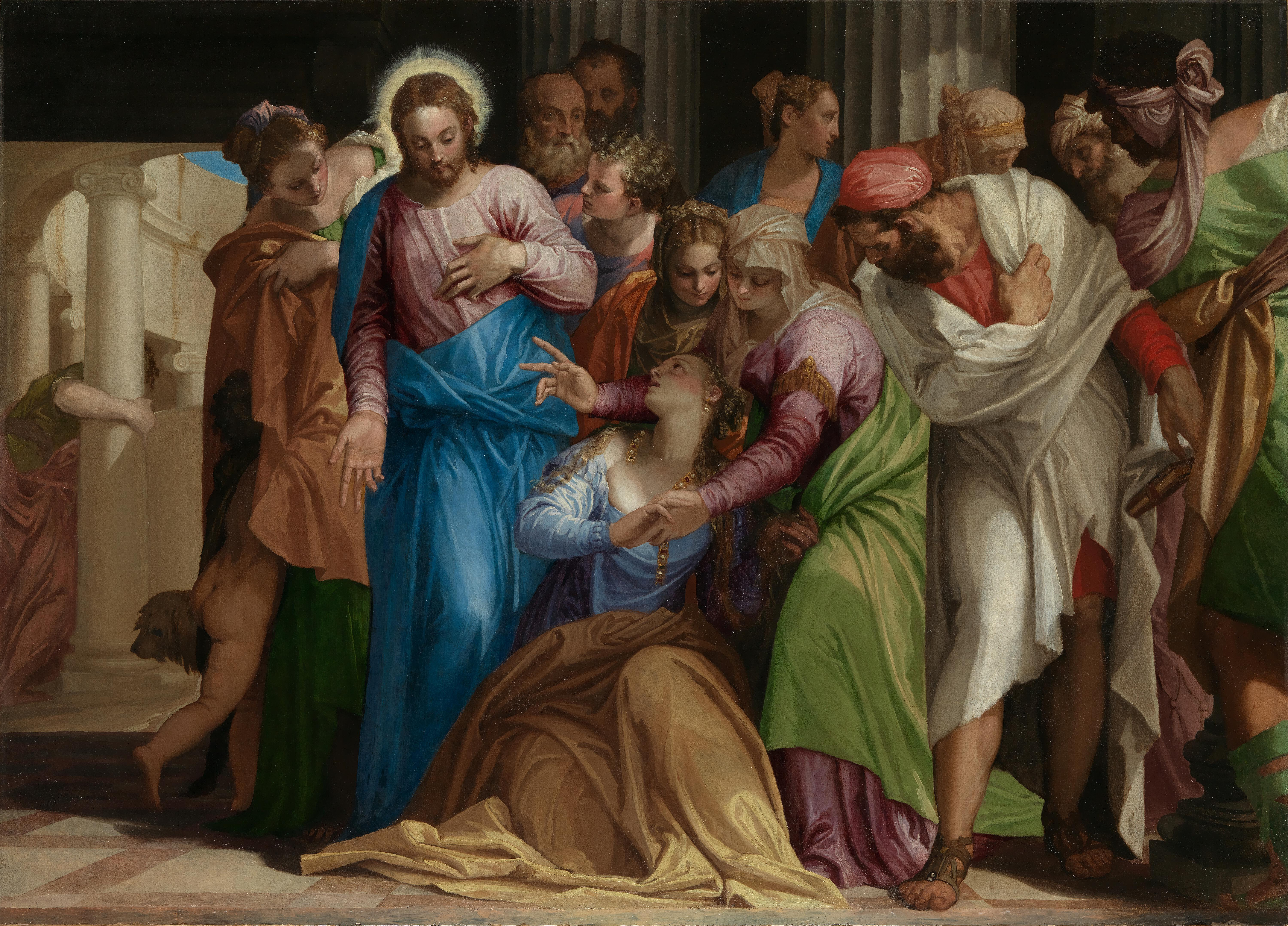
『マグダラのマリアの改宗』（1547年頃） ナショナル・ギャラリー（ロンドン）
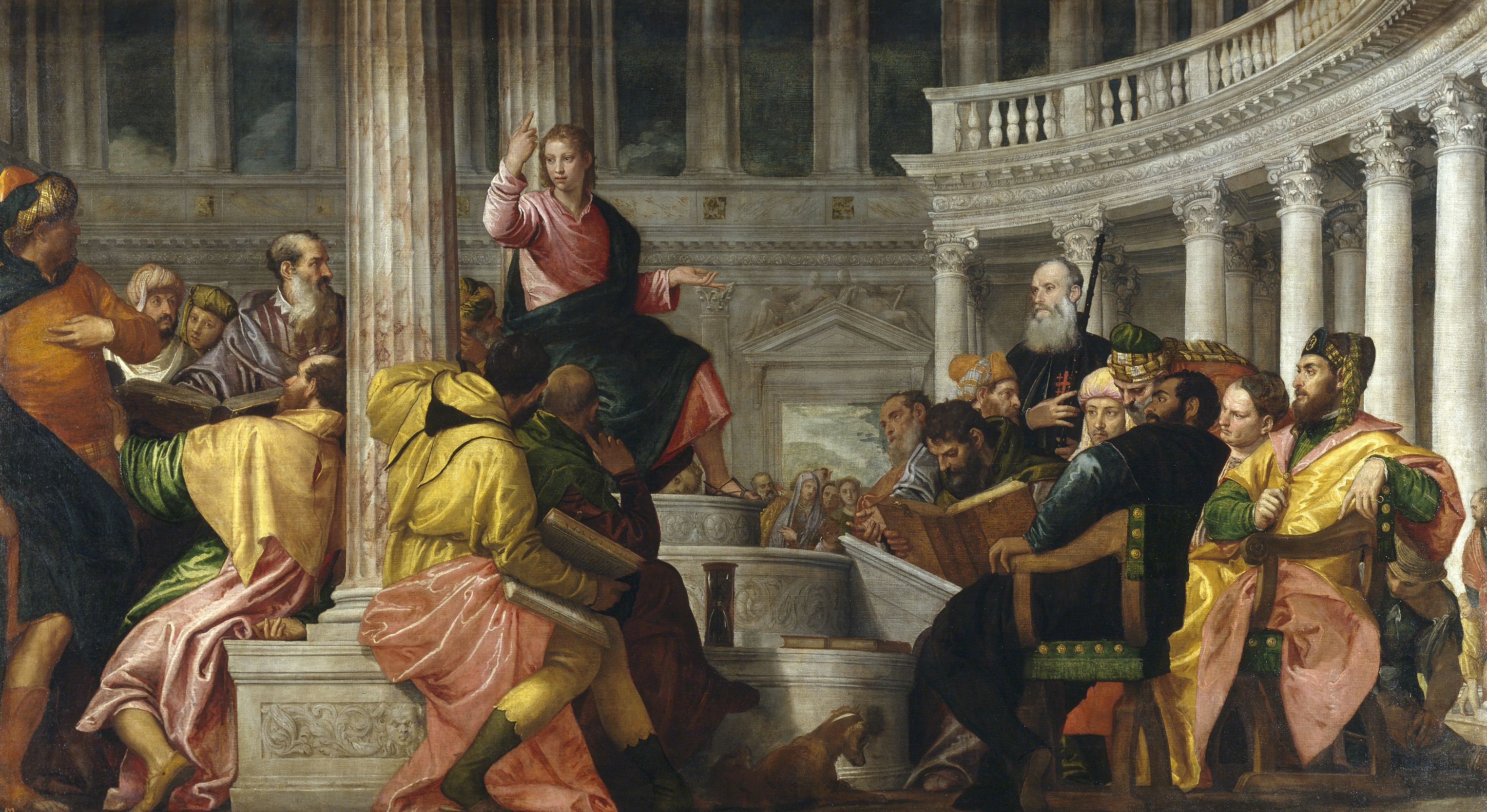
『博士たちの間のキリスト』(1548年) プラド美術館 (マドリード）
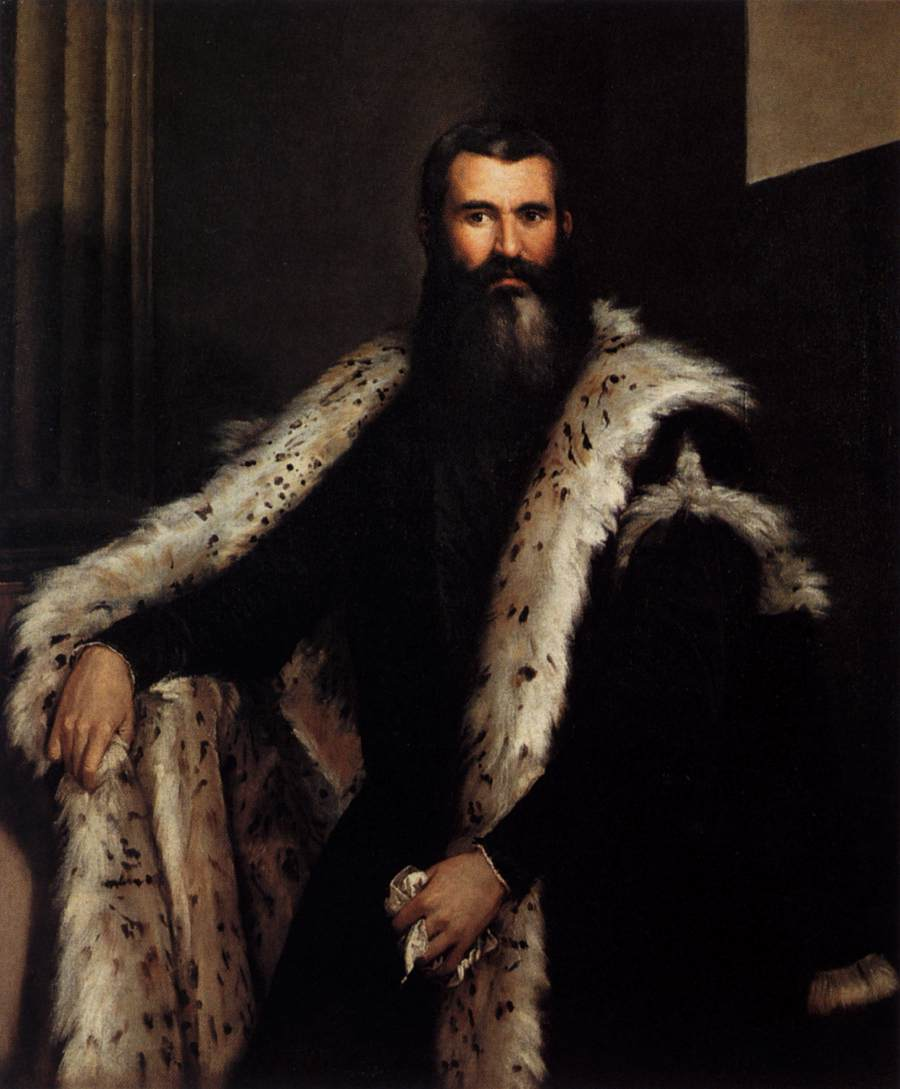
『毛皮を着た紳士の肖像』（1552年） パラティーナ美術館（フィレンツェ）
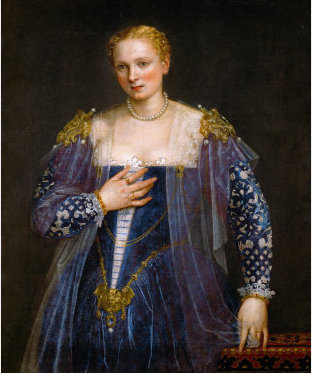
『美しきナーニ（女性の肖像）』（1552年） ルーヴル美術館（パリ）
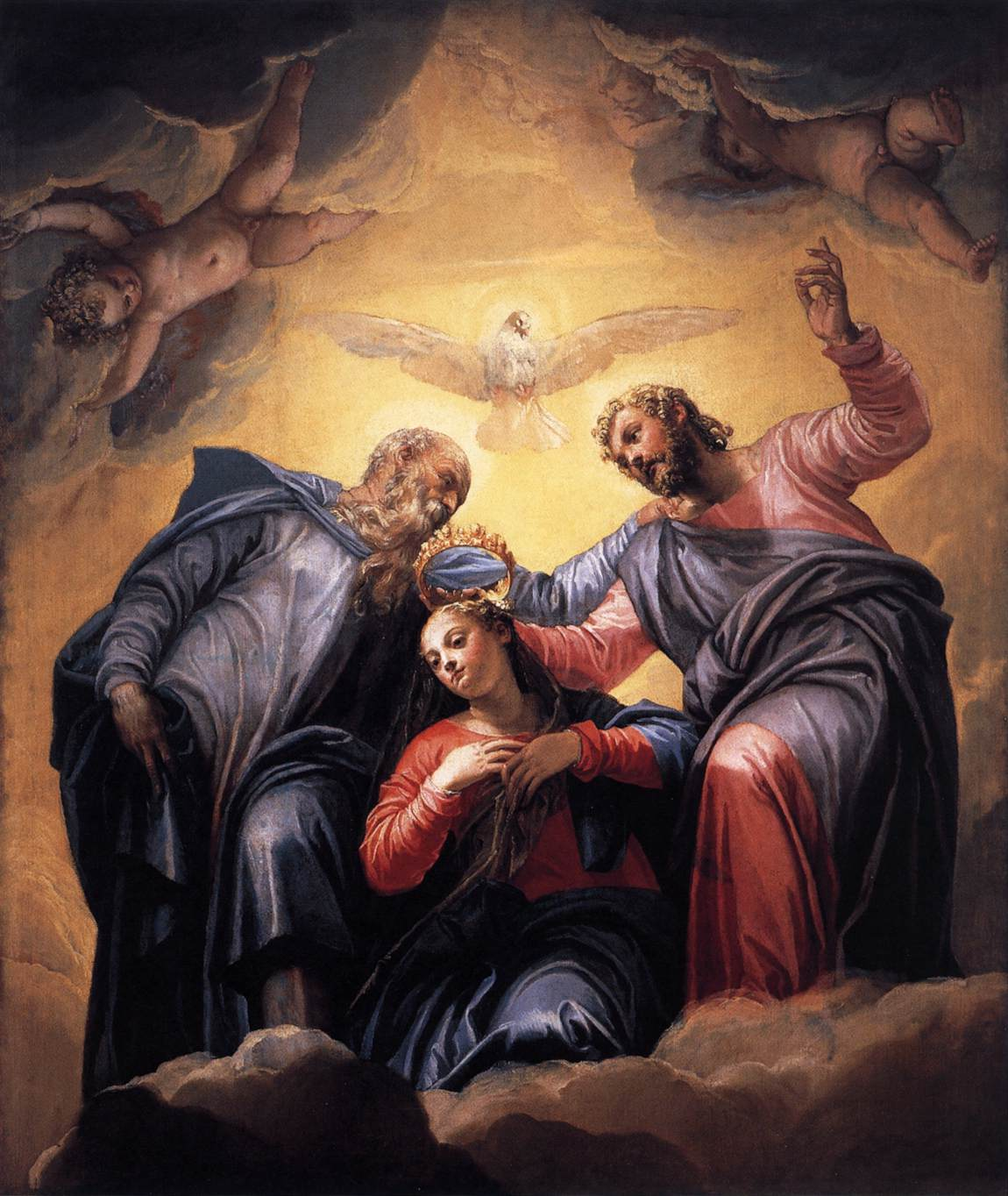
『聖母被昇天』（1555年） サン・セバスティアーノ教会（ヴェネツィア）
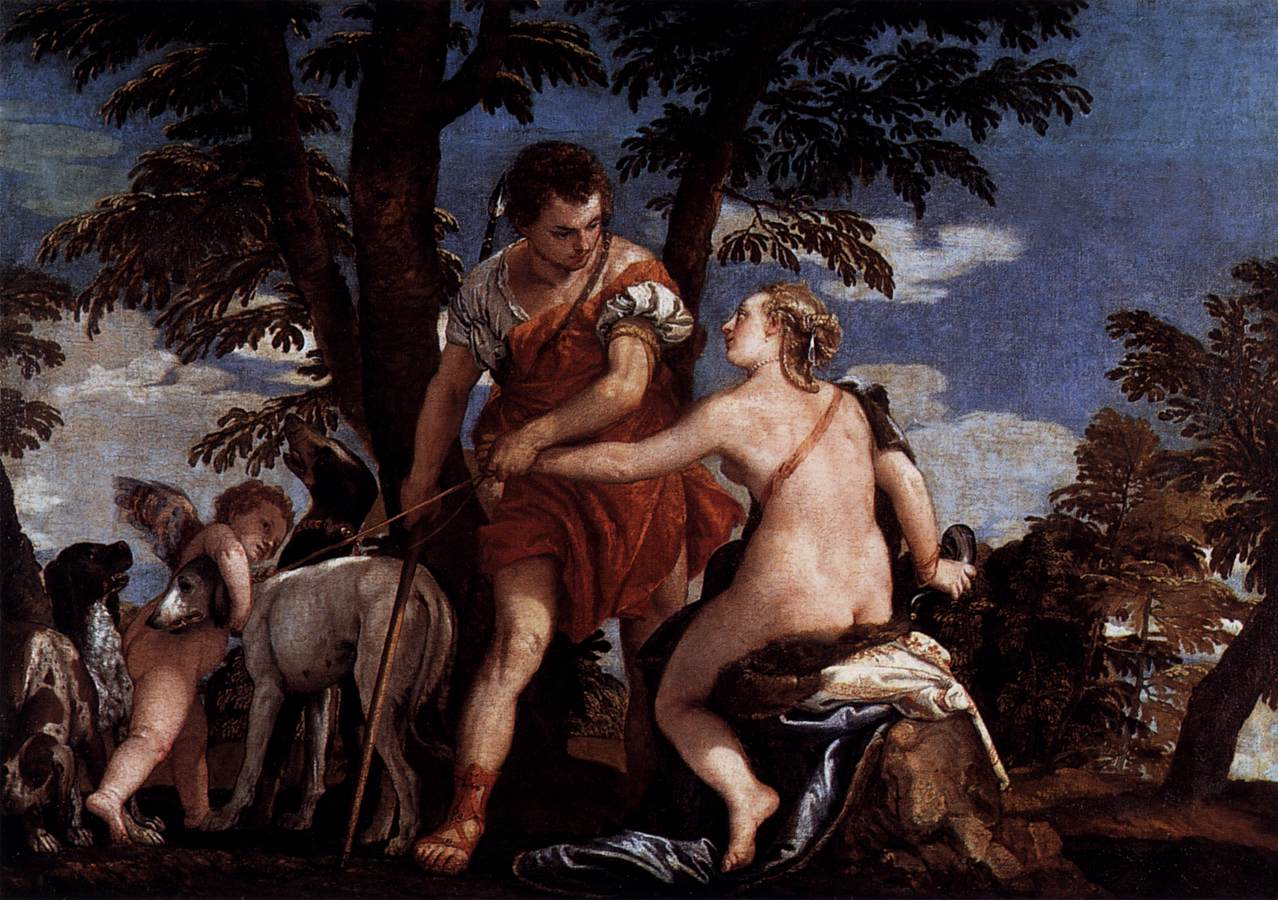
『ヴィーナスとアドニス』（1562年） シェツラー宮殿（アウクスブルク）
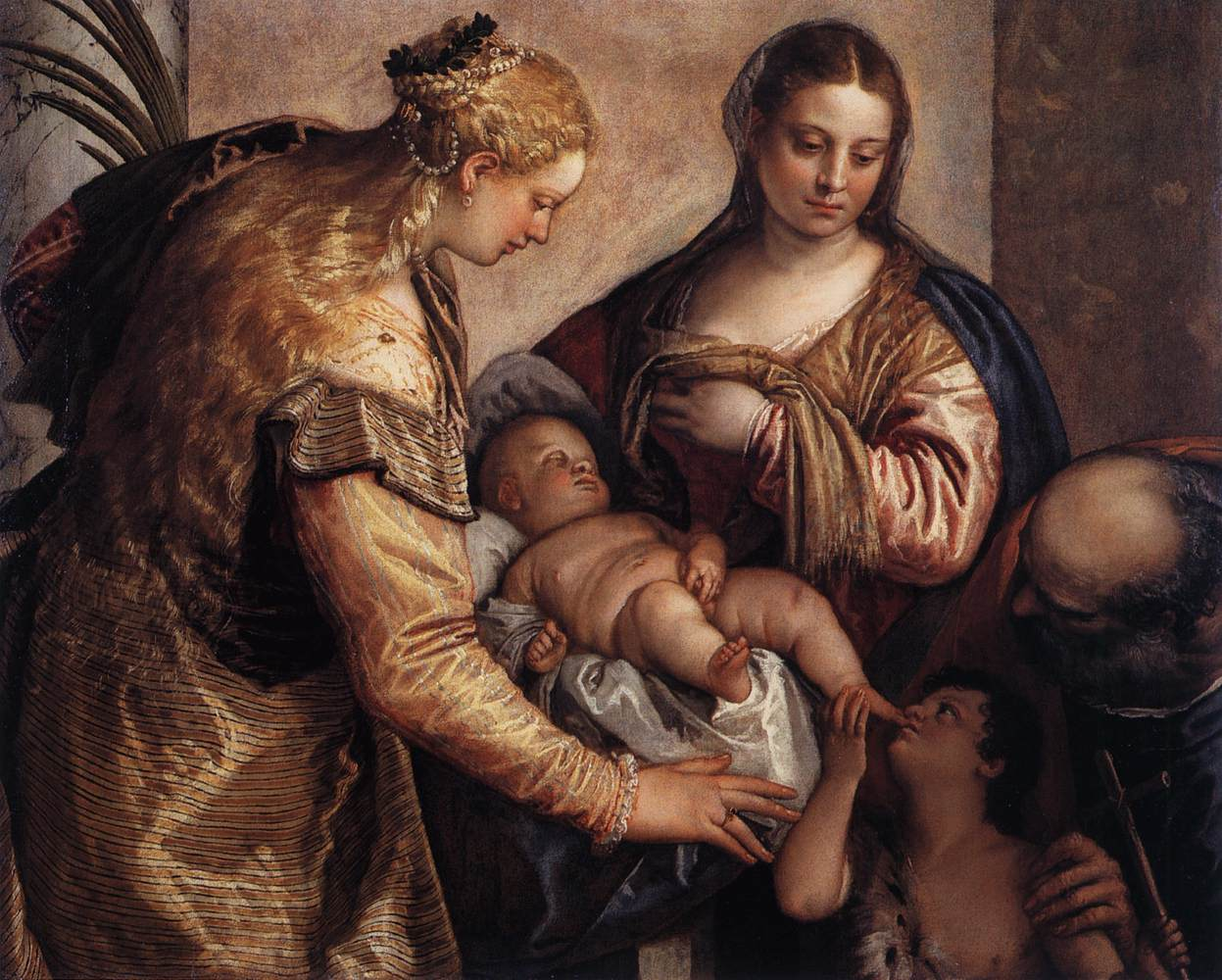
『聖カタリナと洗礼者ヨハネのいる聖家族』（1562年-1565年頃） ウフィツィ美術館（フィレンツェ）
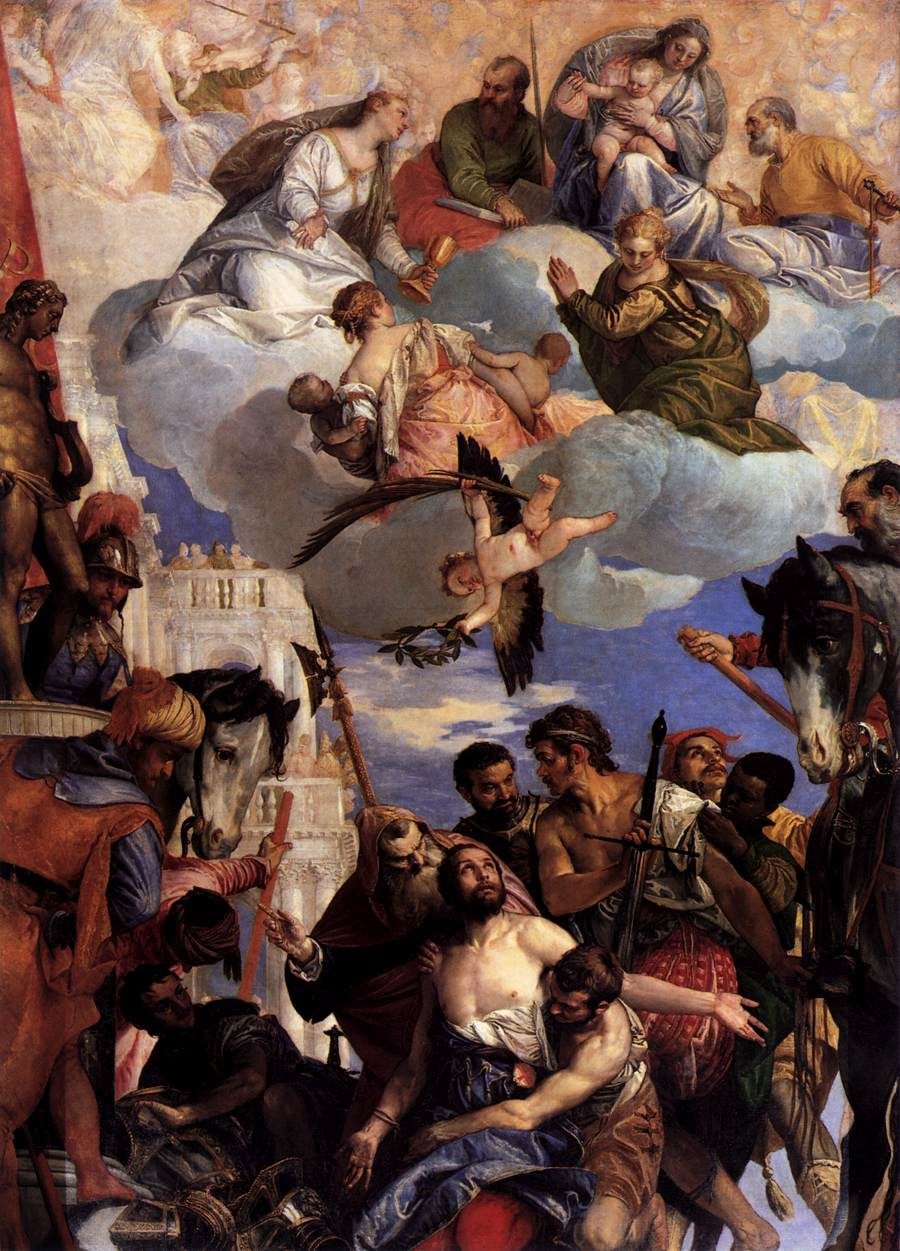
『聖ゲオルギウスの殉教』（1566年） サン・ジョルジョ・イン・ブライダ教会（英語版）（ヴェローナ）
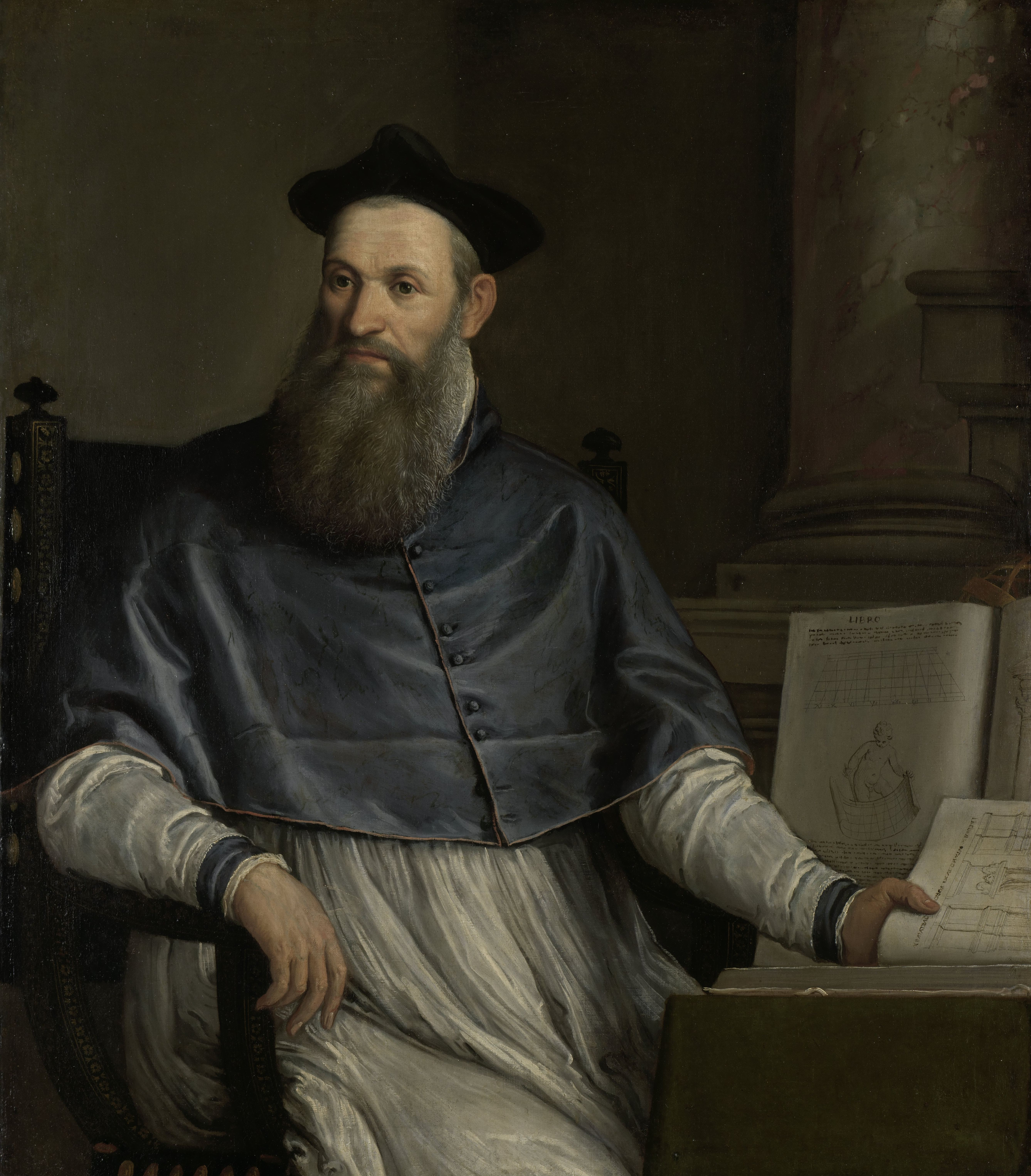
『ダニエーレ・バルバロの肖像』（1565年-1567年） アムステルダム国立美術館（アムステルダム）
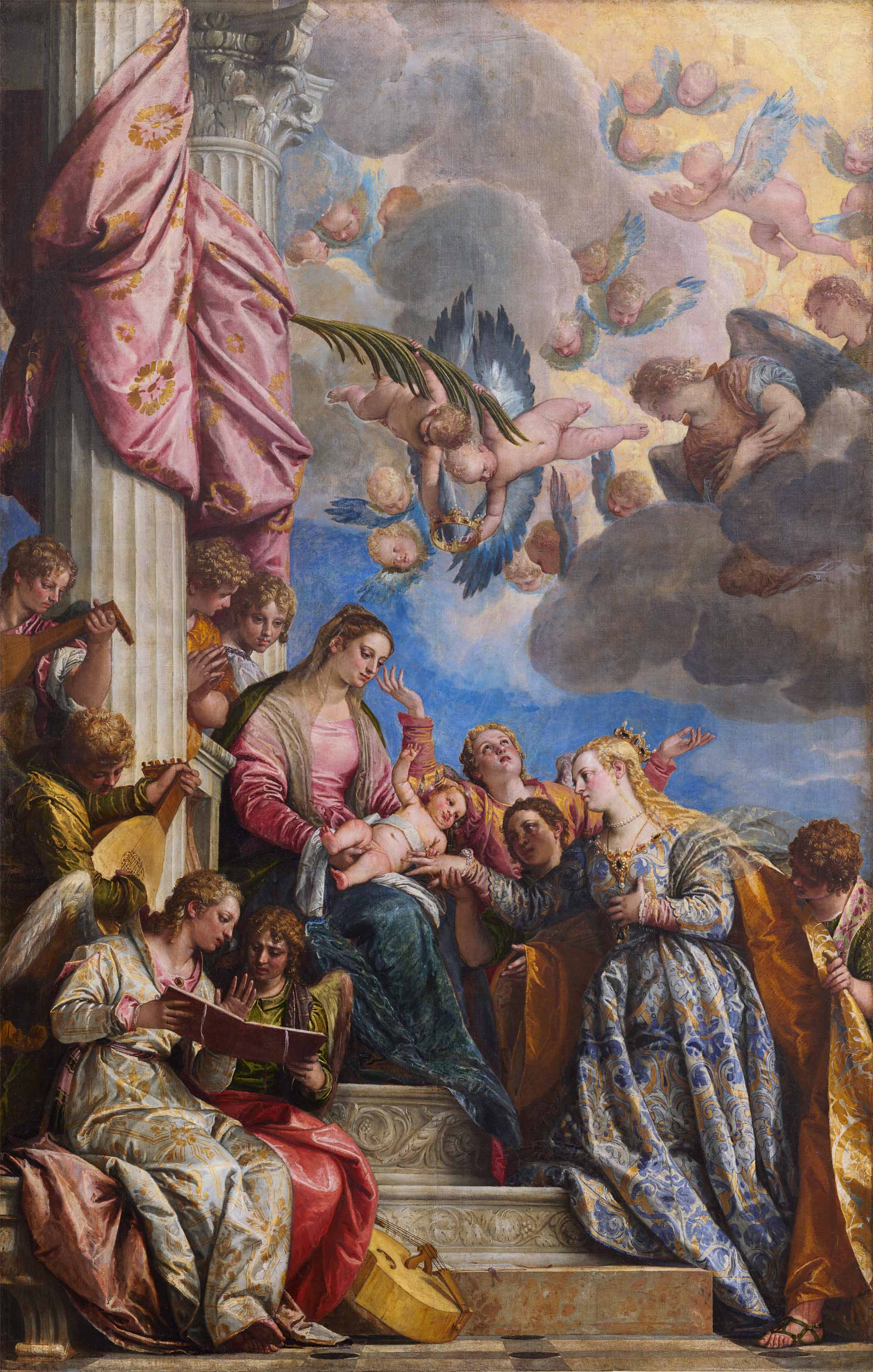
『聖カタリナの神秘の結婚 』（1565年-1570年頃） アカデミア美術館（ヴェネツィア）
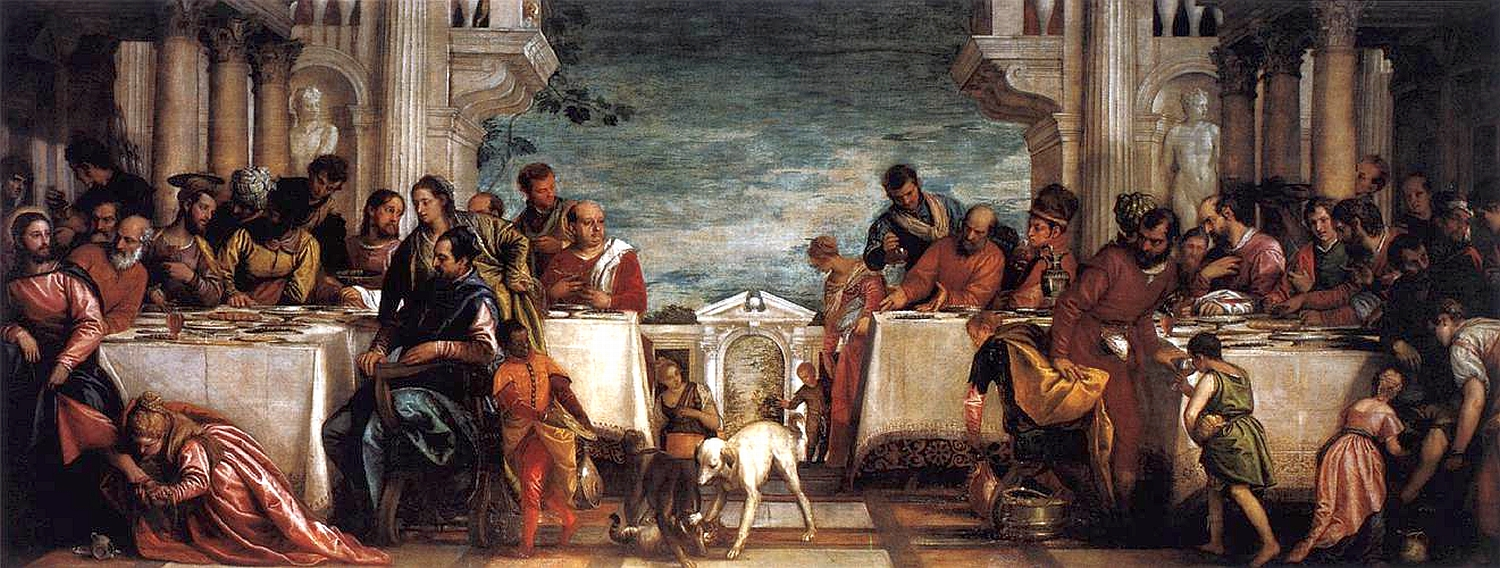
『シモンの家の晩餐』（1570年） ブレラ美術館（ミラノ）
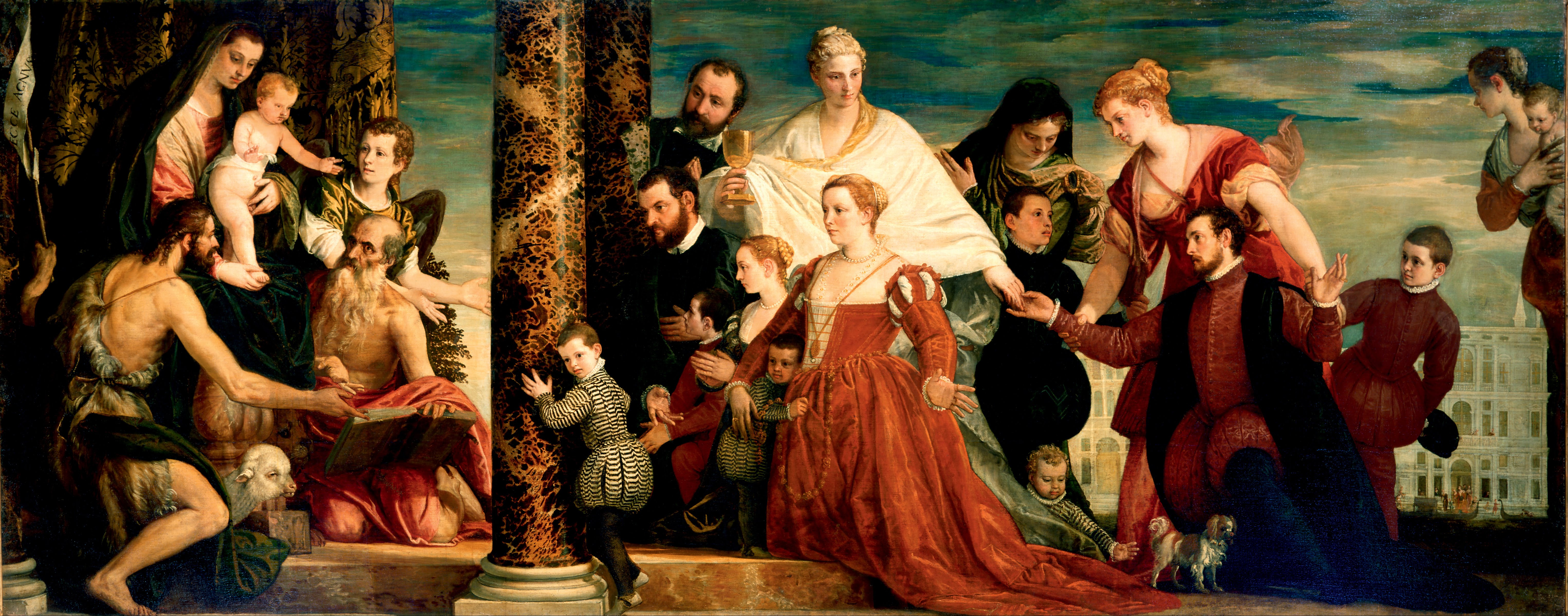
『クッチーナ家の聖母』(1571年頃) アルテ・マイスター絵画館（ドレスデン）
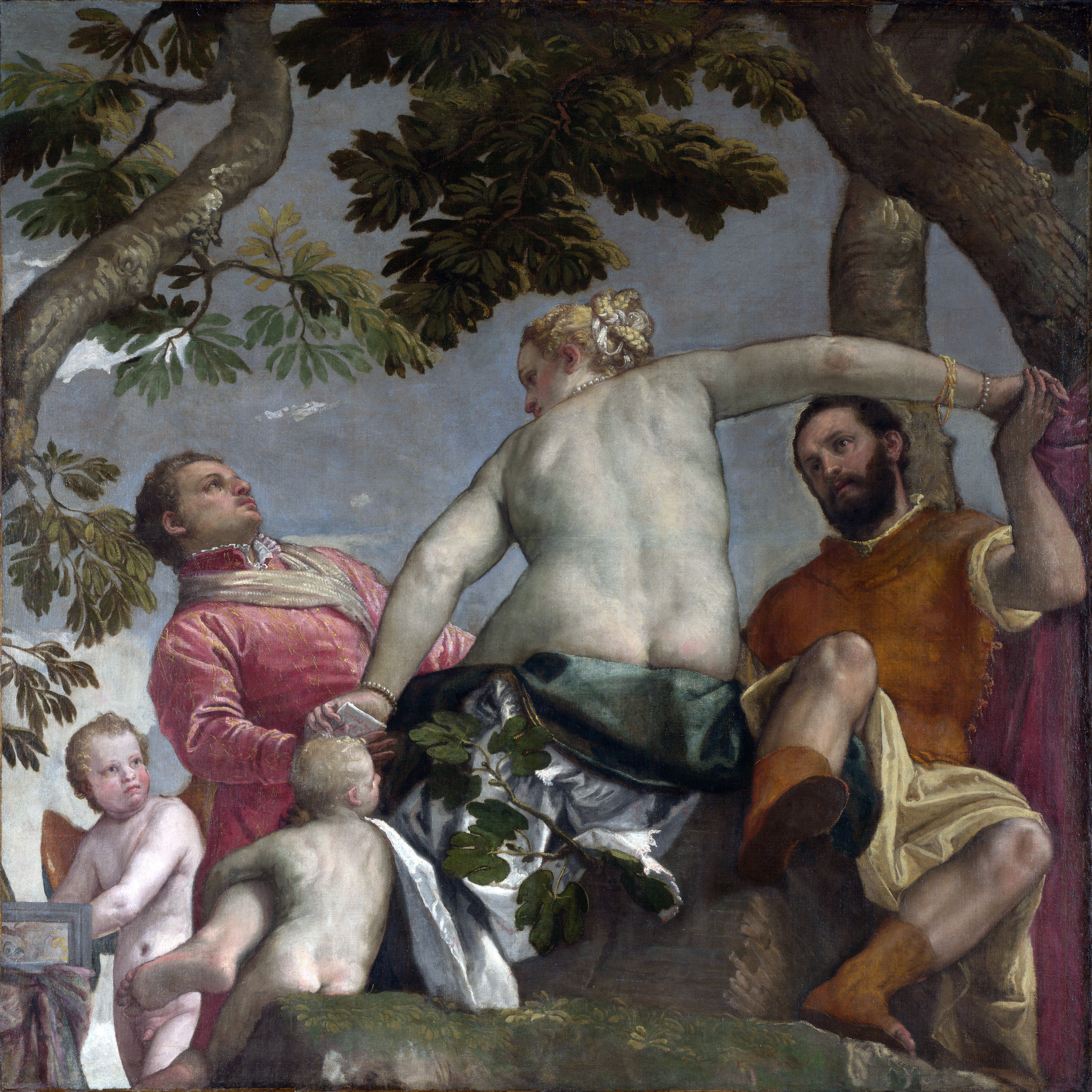
『愛の寓意 - 不信』（1575年頃） ナショナル・ギャラリー（ロンドン）
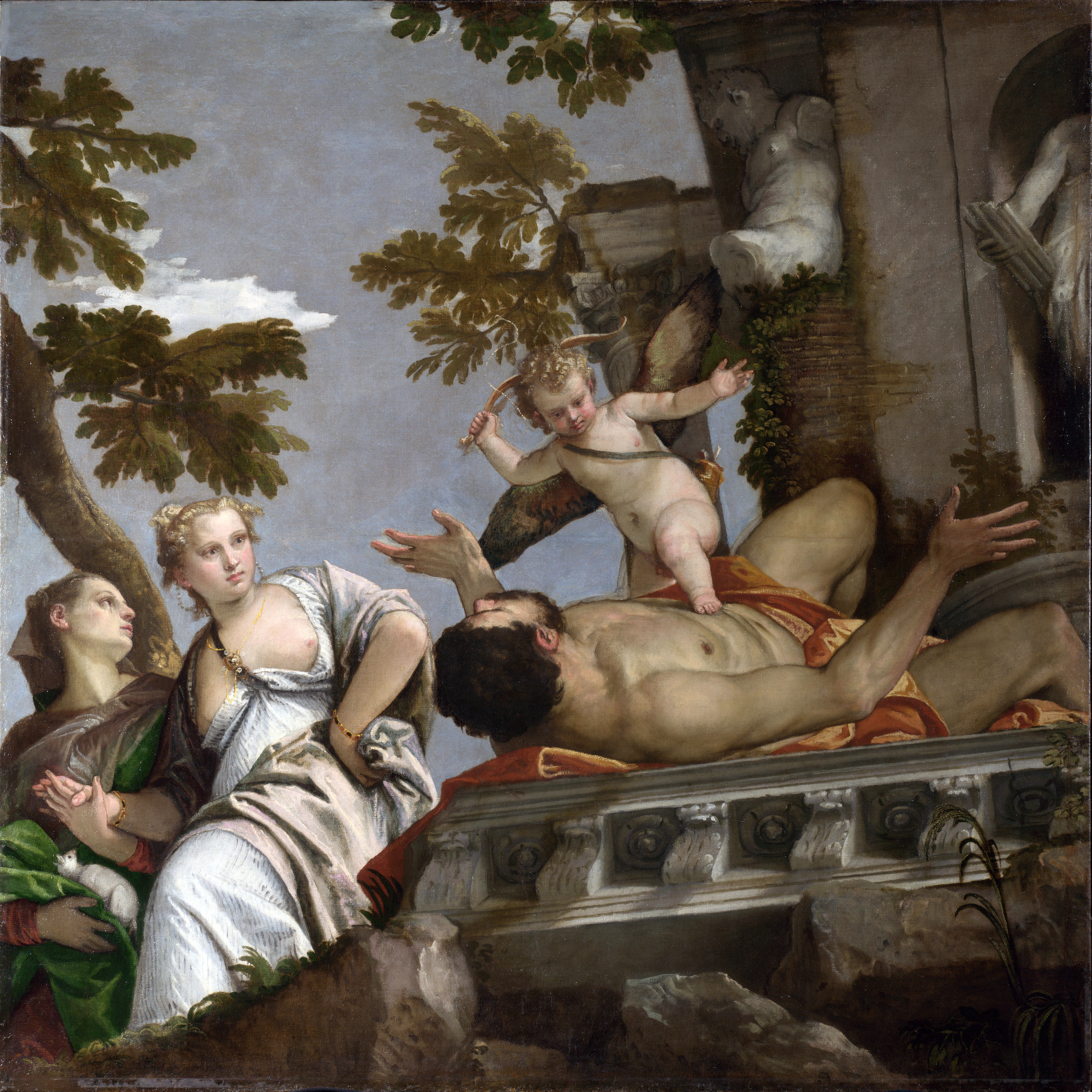
『愛の寓意 - 侮蔑』（1575年頃） ナショナル・ギャラリー（ロンドン）
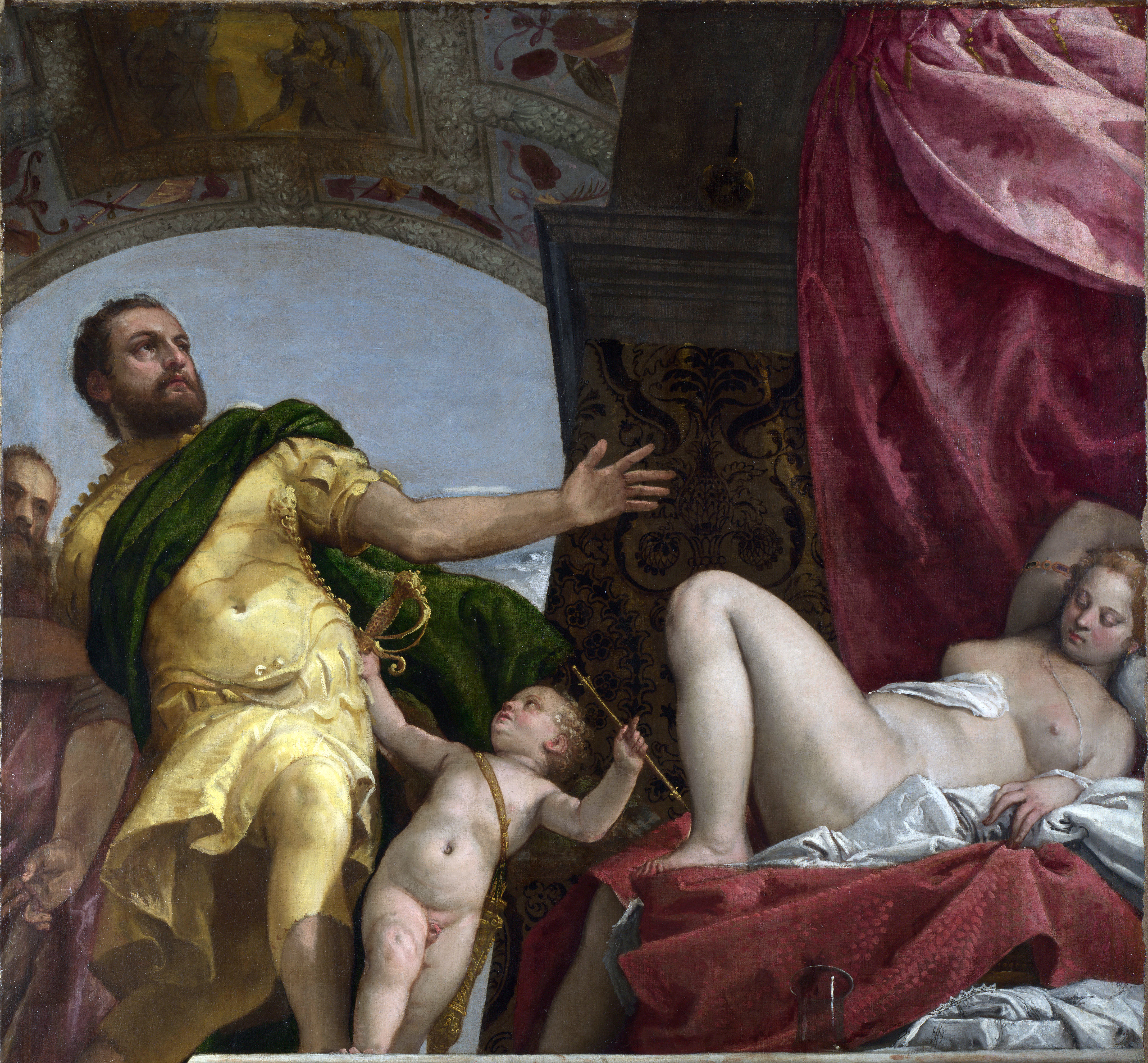
『愛の寓意 - 尊重』（1575年頃） ナショナル・ギャラリー（ロンドン）
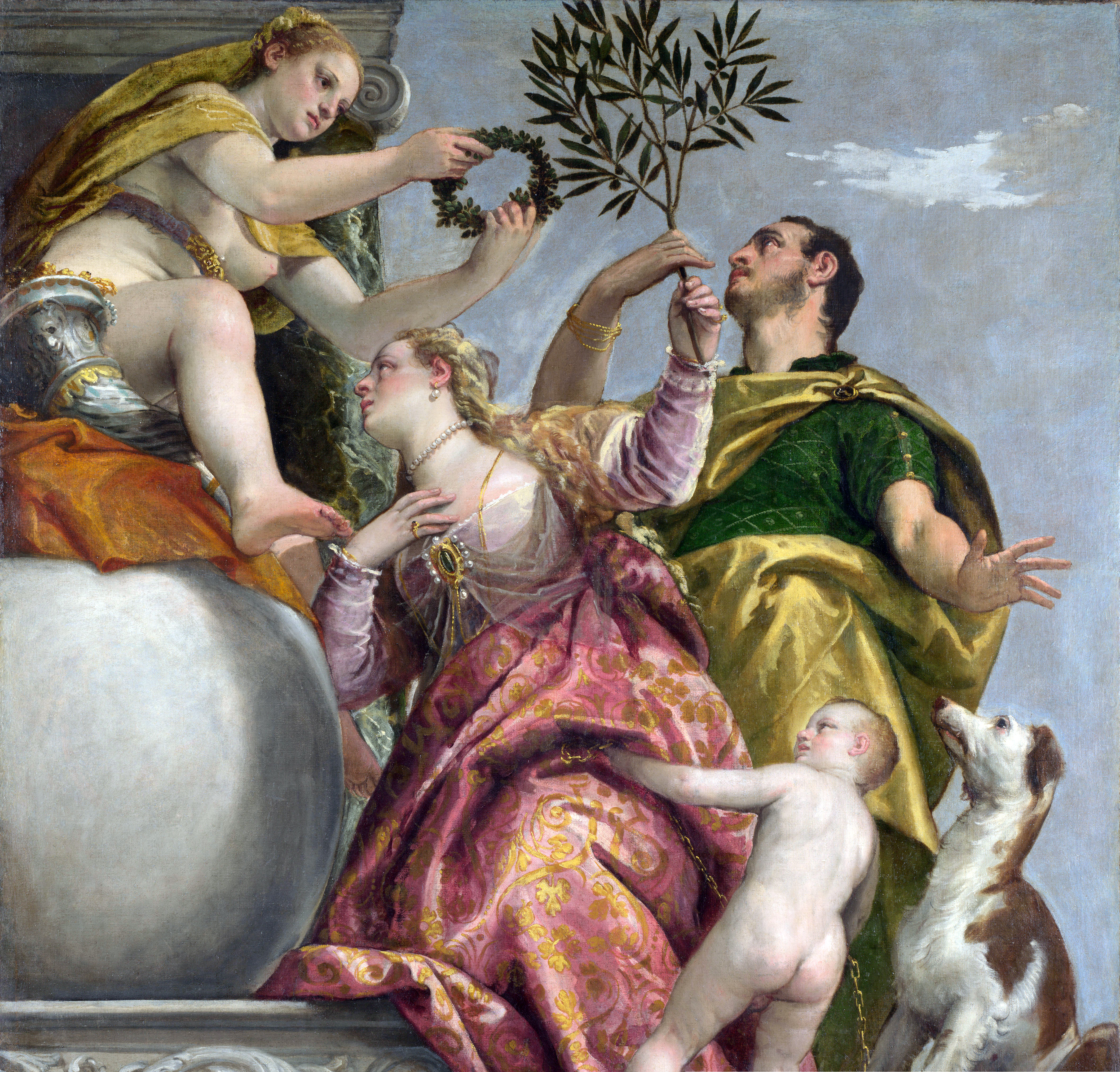
『愛の寓意 - 幸せな結婚』（1575年頃） ナショナル・ギャラリー（ロンドン）
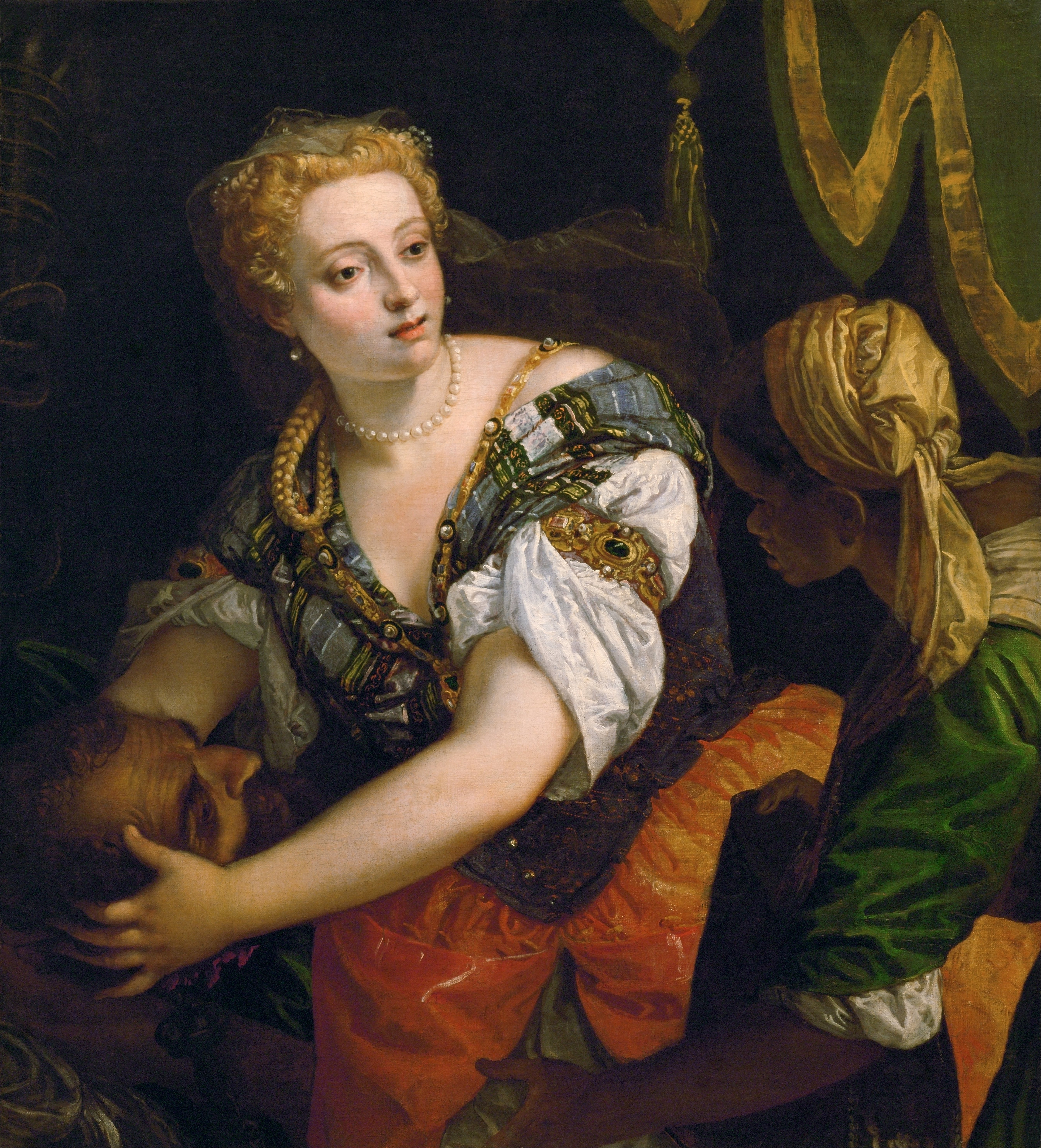
『ホロフェルネスの首を持つユディト』（1575年- 1580年頃）美術史美術館（ウィーン）
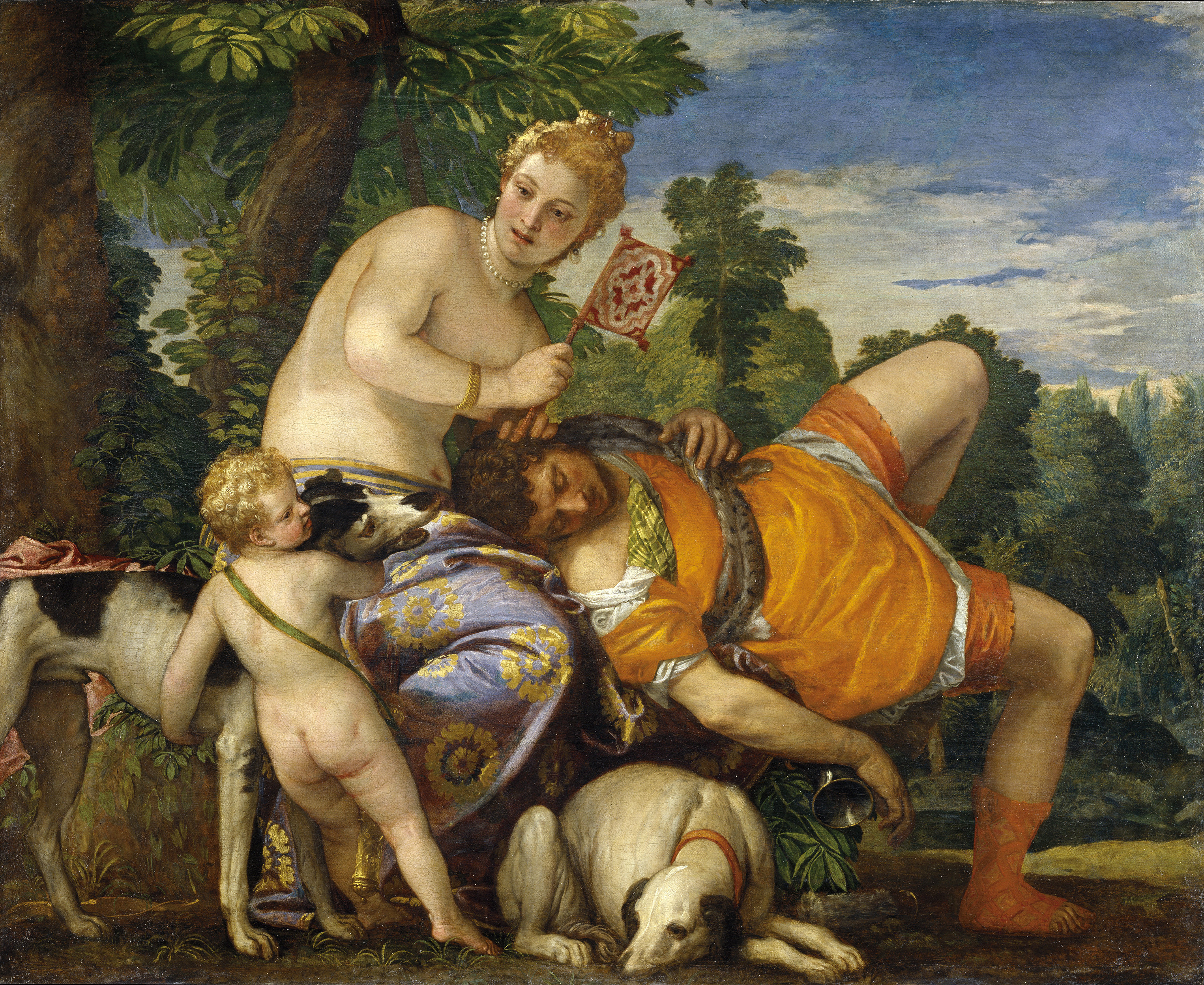
『ヴィーナスとアドニス』(1580年) プラド美術館 (マドリード)
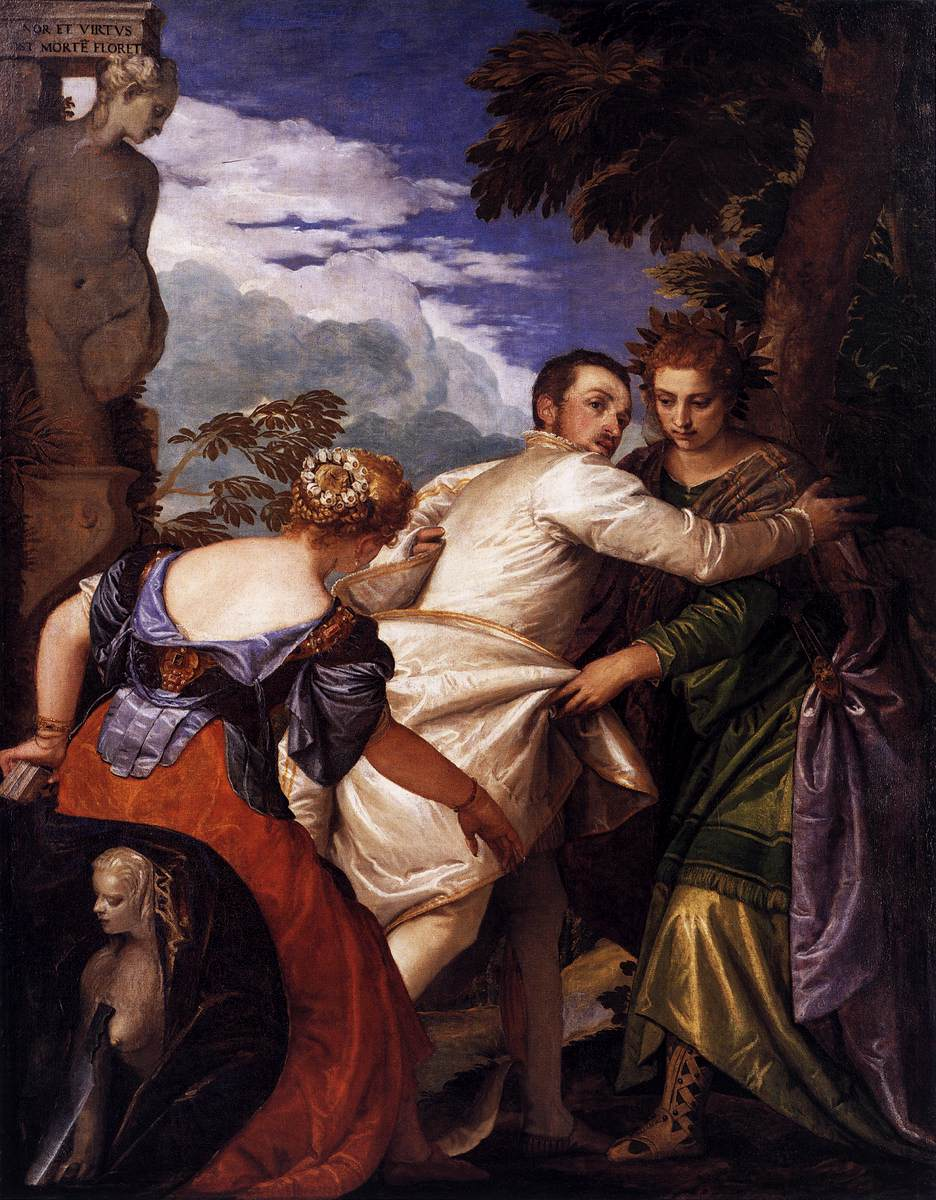
『美徳と悪徳の間の選択』（1580年） フリック・コレクション（ニューヨーク）
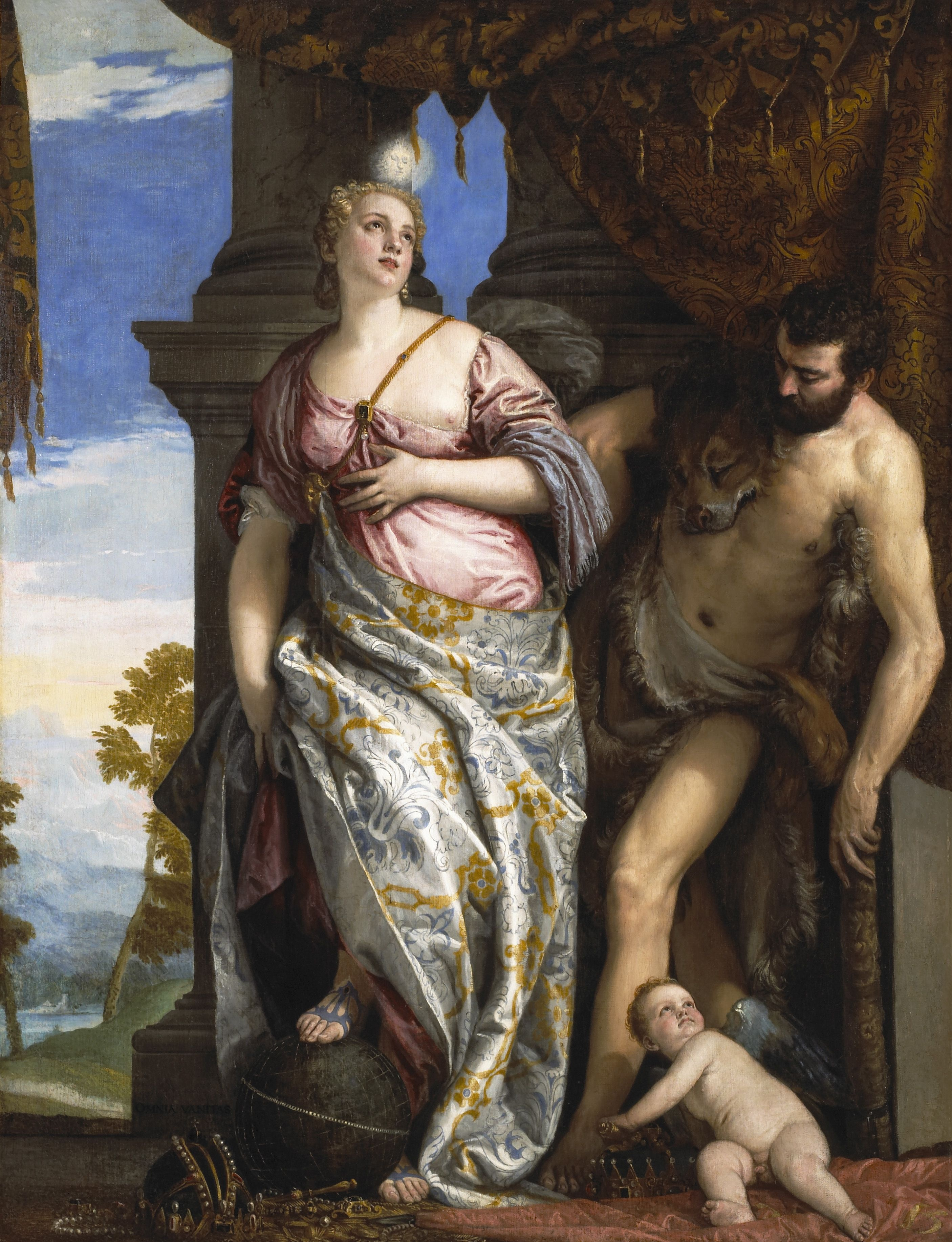
『賢明と力の寓意』（1580年頃） フリック・コレクション（ニューヨーク）
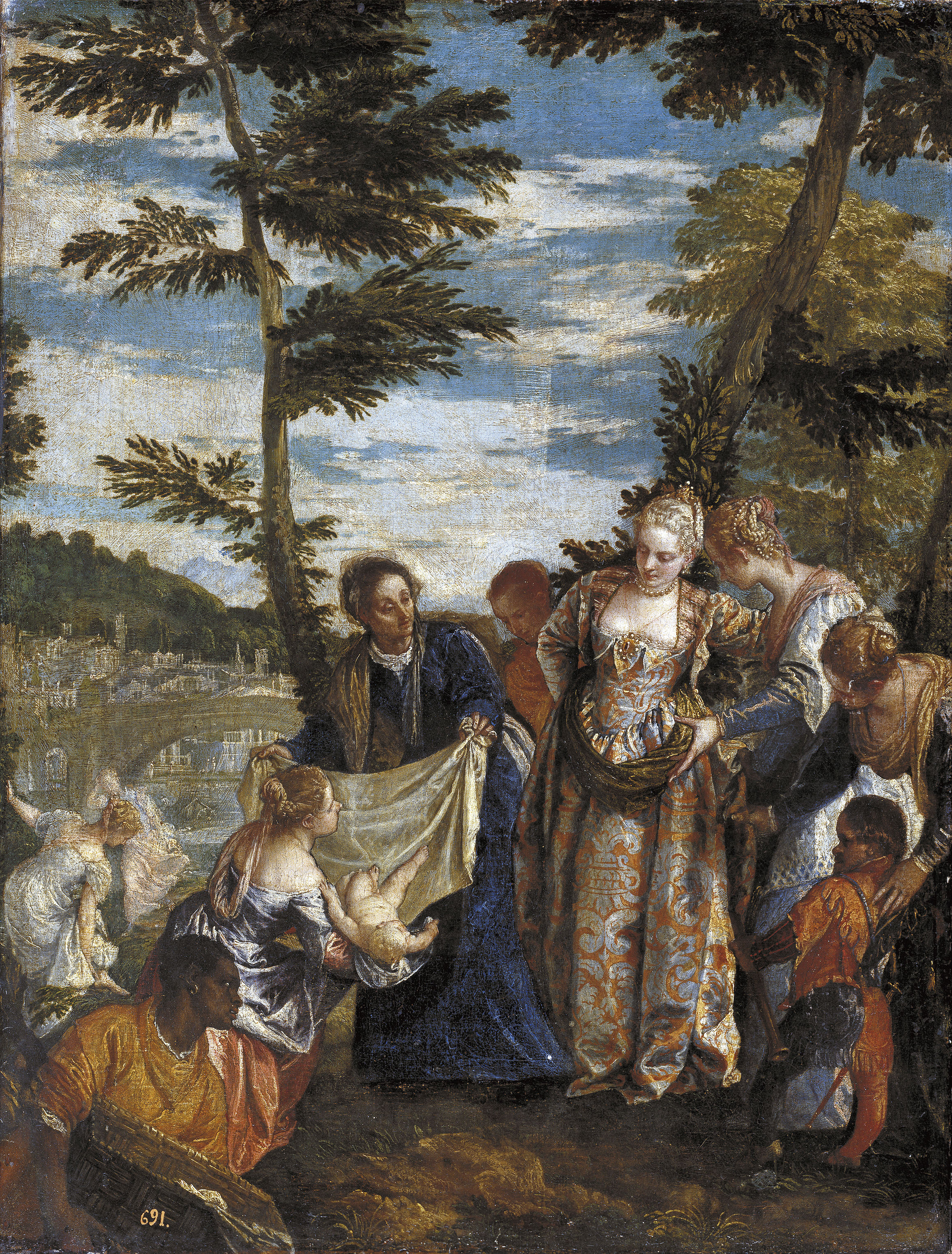
『モーセの発見』（1580年頃） プラド美術館（マドリード）
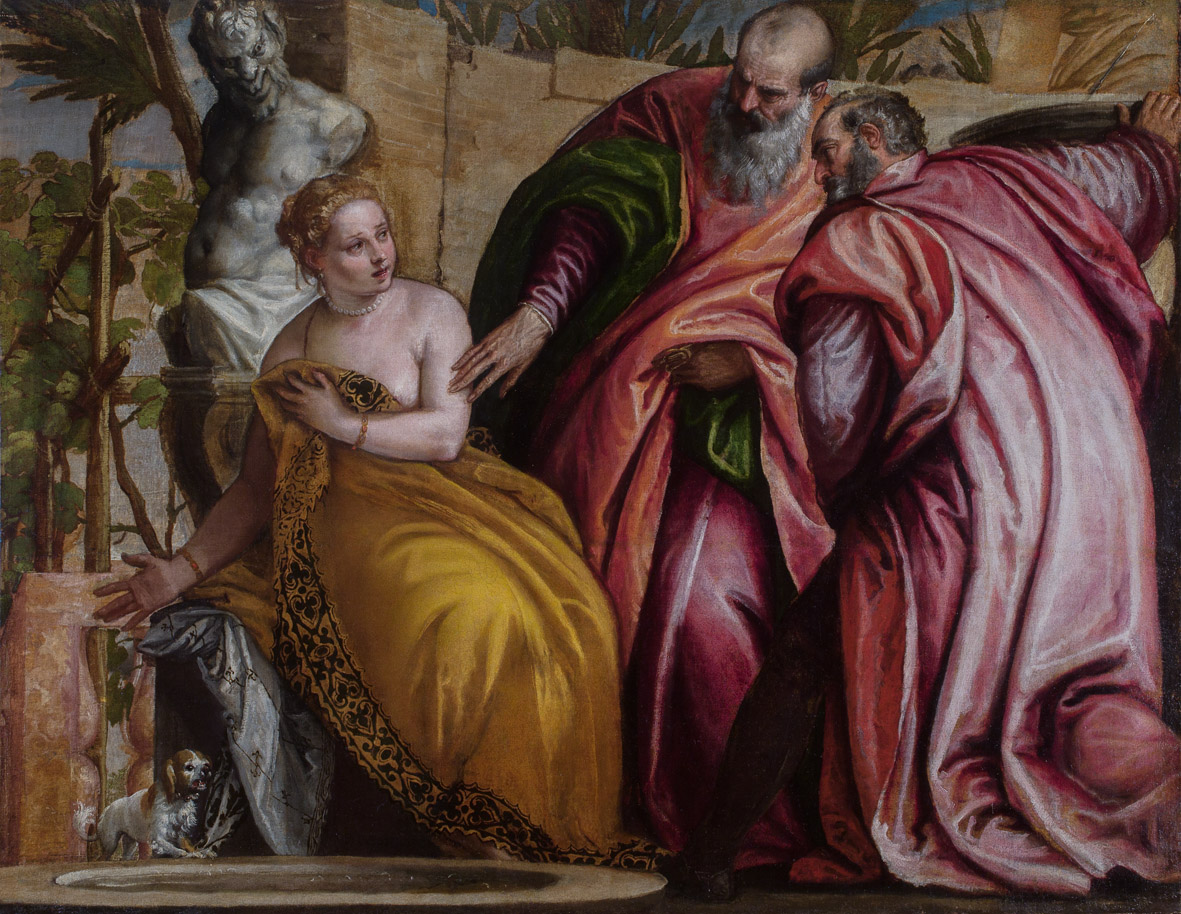
『スザンナと長老たち』（1580年頃） 白の宮殿（英語版）（ジェノヴァ）
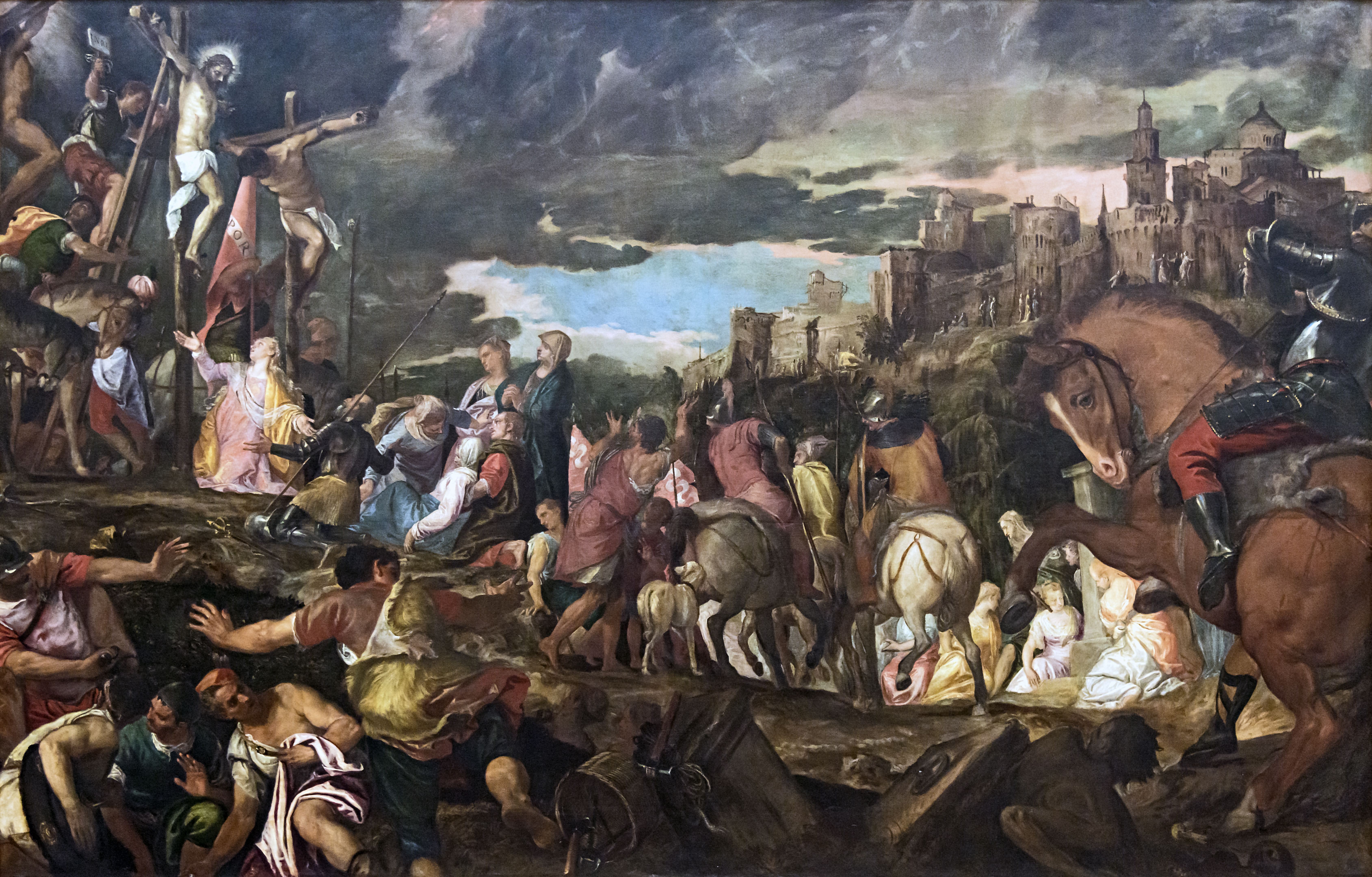
『キリスト磔刑』（1580年頃） アカデミア美術館（ヴェネツィア）
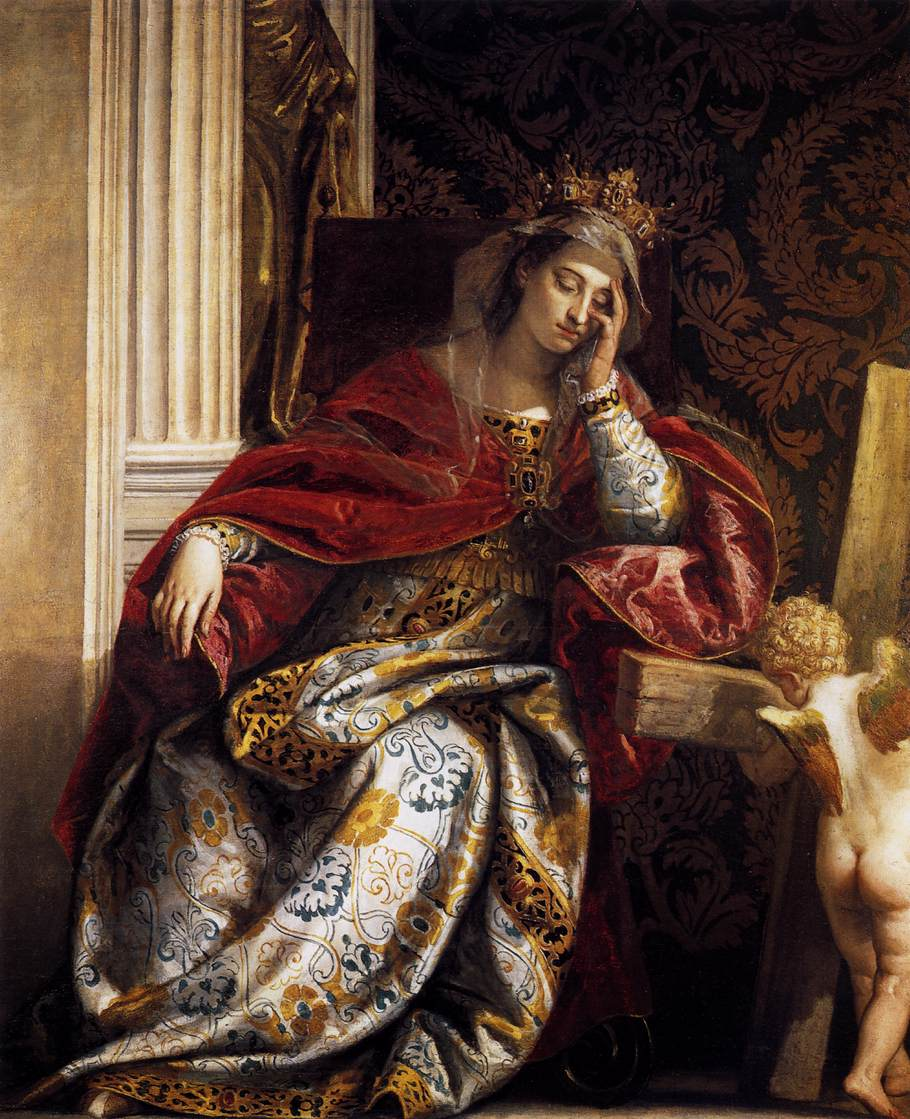
『聖ヘレナの幻視』（1580年頃） ヴァチカン絵画館（イタリア語版）（ヴァチカン）
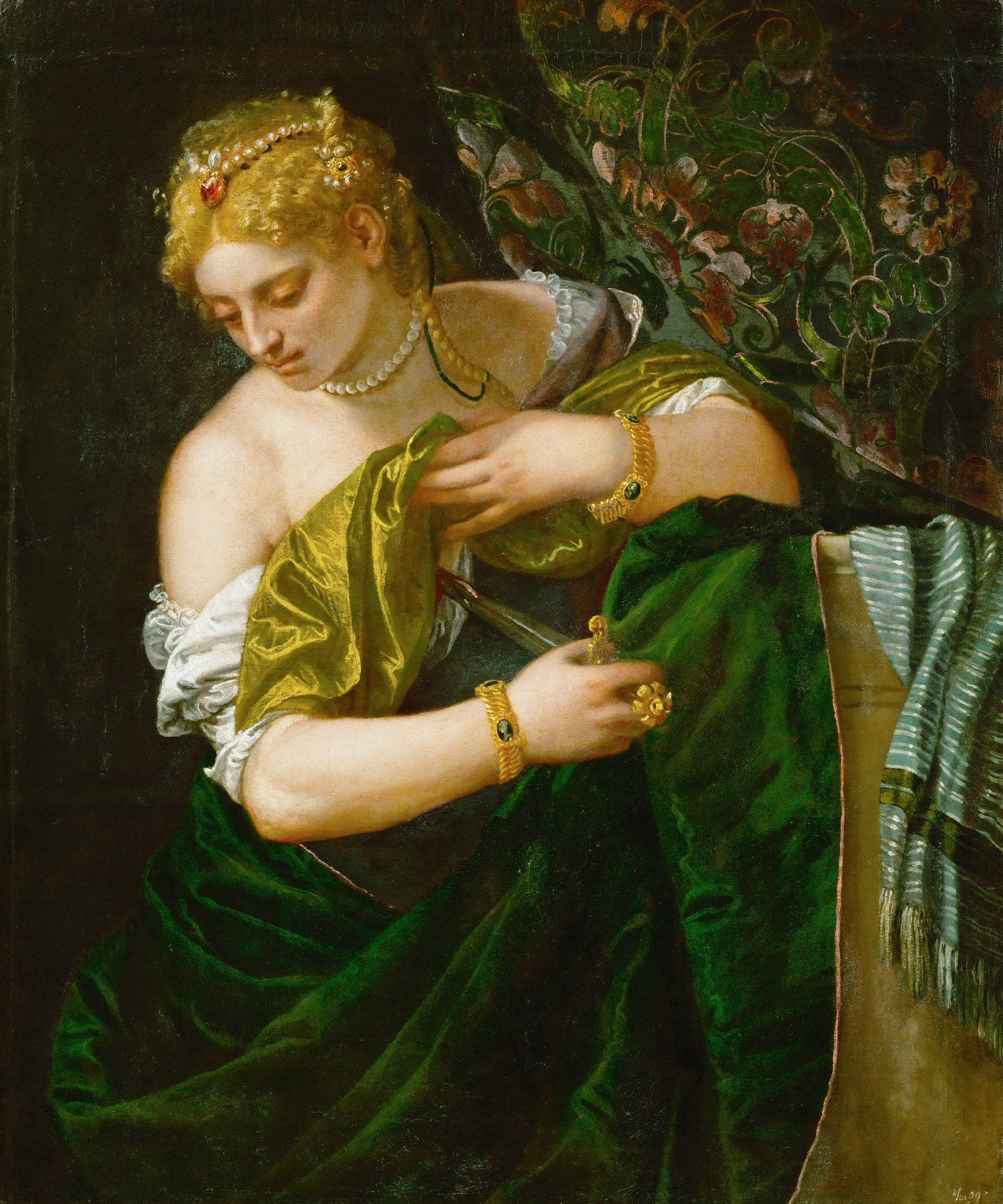
『ルクレティア』 (1580年代) 美術史美術館（ウィーン）